# Mittuniversitetet
Mittuniversitetet eller Miun är ett svenskt statligt universitet. Universitetet är beläget i Mittsverigeregionen (Mellannorrland) med campus i Sundsvall och Östersund. Namnet grundar sig på att universitetets två campus är belägna kring Sveriges geografiska mittpunkt.

## Historik
Mittuniversitetet blev universitet den 1 januari 2005 och hette innan dess Mitthögskolan. Mitthögskolan bildades 1993 genom ett samgående mellan Högskolan i Östersund och Högskolan i Sundsvall/Härnösand, båda grundade genom högskolereformen 1977 av regeringen Fälldin. Dessa hade rötter i den socialhögskola som 1971 bildades i Östersund, i den systematiserade decentraliserade utbildning som startades av Sundsvalls kommun 1971, samt i det folkskoleseminarium och den nautiska utbildning för sjökaptener som 1842 grundades i Härnösand.
Lärarutbildningen som i dag finns på Mittuniversitetet kan i sin tur härledas till att Härnösand tidigt var en läroverksstad, samt till den prästutbildning som började när Härnösands gymnasium grundades 1658. Utbildningarna inom lärar- respektive sjöbefälsyrket blev en del av Högskolan i Sundsvall/Härnösand år 1980. (Sjöbefälsutbildningen inom ramen för högskolan i Sundsvall/Härnösand lades ned kring 1986, och har senare återstartats som Yrkeshögskoleutbildning.)  
Redan vid 1900-talets början hade diskussioner förts om att inrätta en högskola i Norrland. Frågan aktualiserades i riksdagen 1946 i en motion av riksdagsmannen Gösta Skoglund. De två huvudkandidaterna var från första stund Härnösand och Umeå. Öppen rivalitet mellan Sundsvall och Härnösand om var lärosätet skulle ligga bidrog till att striden vanns av Umeå, som fick tandläkarutbildning 1956. Mellannorrland fick vänta till 1970-talet med utbildning på högskolenivå, då regionala högskolor etablerades i varje län i Sverige. 

### Samgående mellan högskolor

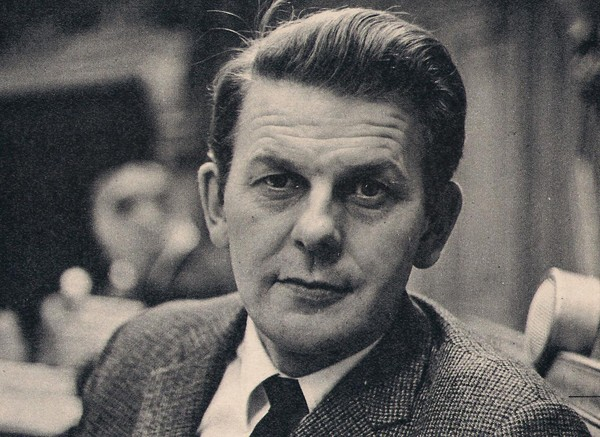
Thorbjörn Fälldin, f.d. statsminister, var drivande för samgåendet mellan Sundsvalls/Härnösands och Östersunds högskolor. Han var styrelseordförande 1993–1998 och blev hedersdoktor vid Mitthögskolan 2001.

Tidigare statsministern Torbjörn Fälldin var en ledande kraft bakom det så kallade Omega-projektet, genom vilket högskolorna i Östersund respektive Sundsvall/Härnösand gick samman till Mitthögskolan. Syftet var att senare leda till universitetsstatus. Sammanslagningen genomfördes 1993.
Vårdhögskolan i Sundsvall/Örnsköldsvik samt Vårdhögskolan i Östersund inkorporerades år 1995 i Mitthögskolan. Högskolan fick därmed en fjärde campusort i Örnsköldsvik. Sjuksköterskeutbildningen i Östersund hade startat 1905. Den 1 juli 2007 togs sjuksköterskeutbildningen i Örnsköldsvik över av Umeå universitet, och campus Örnsköldsvik förlorade då status som Mittuniversitetscampus. Forskningsaktiviteter fortsatte emellertid att drivas av Mittuniversitetet på orten, bland annat inom digitaltryck till följd av initiativ av regionens pappersindustri och kommun.
Den skogsteknikerutbildning som hade bedrivits vid Norra skogsinstitutet i Bispgården sedan 1898 överfördes från SLU till Mitthögskolan 1997, och gav upphov till att Mitthögskolan tidigt fick EMAS miljöteknikcertifiering. Verksamheten i Bispgården avvecklades sommaren 2003 varpå utbildning flyttades till Östersund.
Första etappen av campusdelen Åkroken invigdes i september 1997, och hela campus Sundsvall förlades 2005 till Åkroken. Campus Härnösand hade sitt centrum i och kring Sambiblioteket, invigt 1 februari 2000, men bestod även av äldre byggnader, exempelvis Lilla Nybo som byggdes 1870 och Villa Nybo 1873. Den 6 september 2002 invigdes campus i Östersund på A 4:s tidigare regementsområde, bildat 1893. 

### Universitetsstatus
Regeringen Persson tilldelade 2001 Mitthögskolan universitetsstatus inom naturvetenskapligt vetenskapsområde inklusive IT-området, och lärosätet fick således rätt att anordna forskarutbildning och utfärda doktorsexamen. Doktorander som anställts vid Mitthögskolan dessförinnan var inskrivna som forskarstuderande vid andra lärosäten, vanligen KTH eller Umeå universitet, ibland Åbo akademi. Efter att 2005 ha tilldelats fullvärdig universitetsstatus har Mittuniversitetet generell rätt att utfärda forskarexamina, och har sedan dess två vetenskapsområden (fakulteter): naturvetenskap, teknik och medier respektive humanvetenskap. 
Mittuniversitetet valde att införa Bolognamodellens sjugradiga betygsskala 2007.
Utbildningsverksamhet vid Träakademien i Kramfors fördes vårterminen 2010 in under Mittuniversitetet och gavs i ämnet möbel- och byggnadshantverk, men ställdes in hösten 2018.

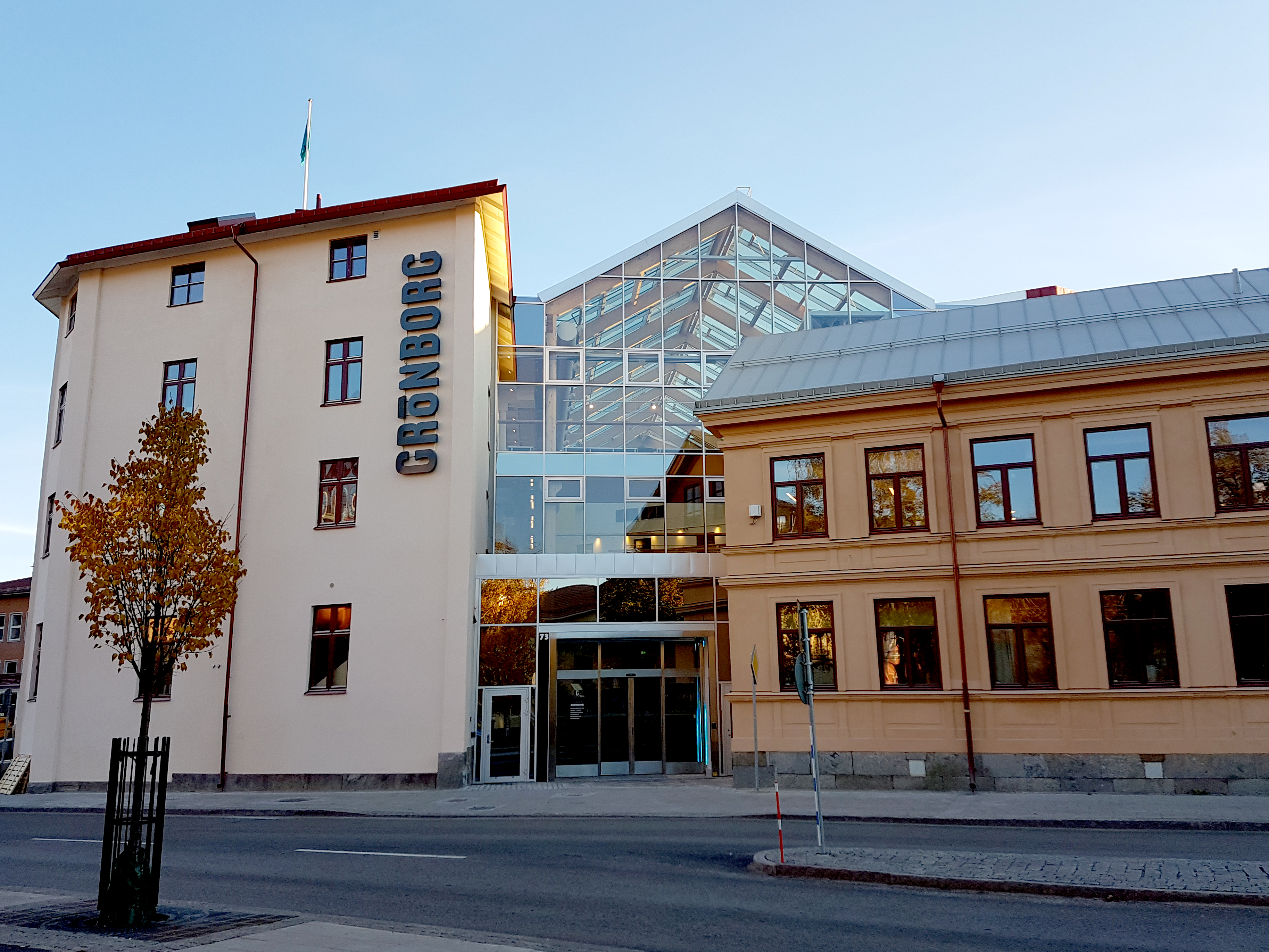
Kvarteret Grönborg inom Campus Sundsvall hyser universitetsförvaltning samt företagsinkubatorn Biz Maker, Bron Innovation och diverse startupföretag.

Regeringen Reinfeldt beslutade år 2012 att minska Mittuniversitetets utbildningsuppdrag med 10 procent fram till år 2017, och ställde ökade krav på examinationsfrekvens. Verksamheten vid campus Härnösand (vars studenter till 93 procent läste på distans år 2013) omlokaliserades därför till campus Sundsvall inför höstterminen 2016 enligt ett beslut som universitetsstyrelsen fattade 2013. Efter 174 år av högre utbildning i Härnösand flyttades all verksamhet från orten, inklusive lärarutbildningen. Först ut var avdelningen för humaniora som genomförde sin flytt under sommaren 2014.
Med anledning av omlokaliseringen expanderades Campus Sundsvall inför hösten 2016 söderut så att det förutom Åkroken även innefattar kvarteret Grönborg (uppfört 1875 till 1877) och en ny campusdel kallad Åkanten.

## Utbildningsutbud

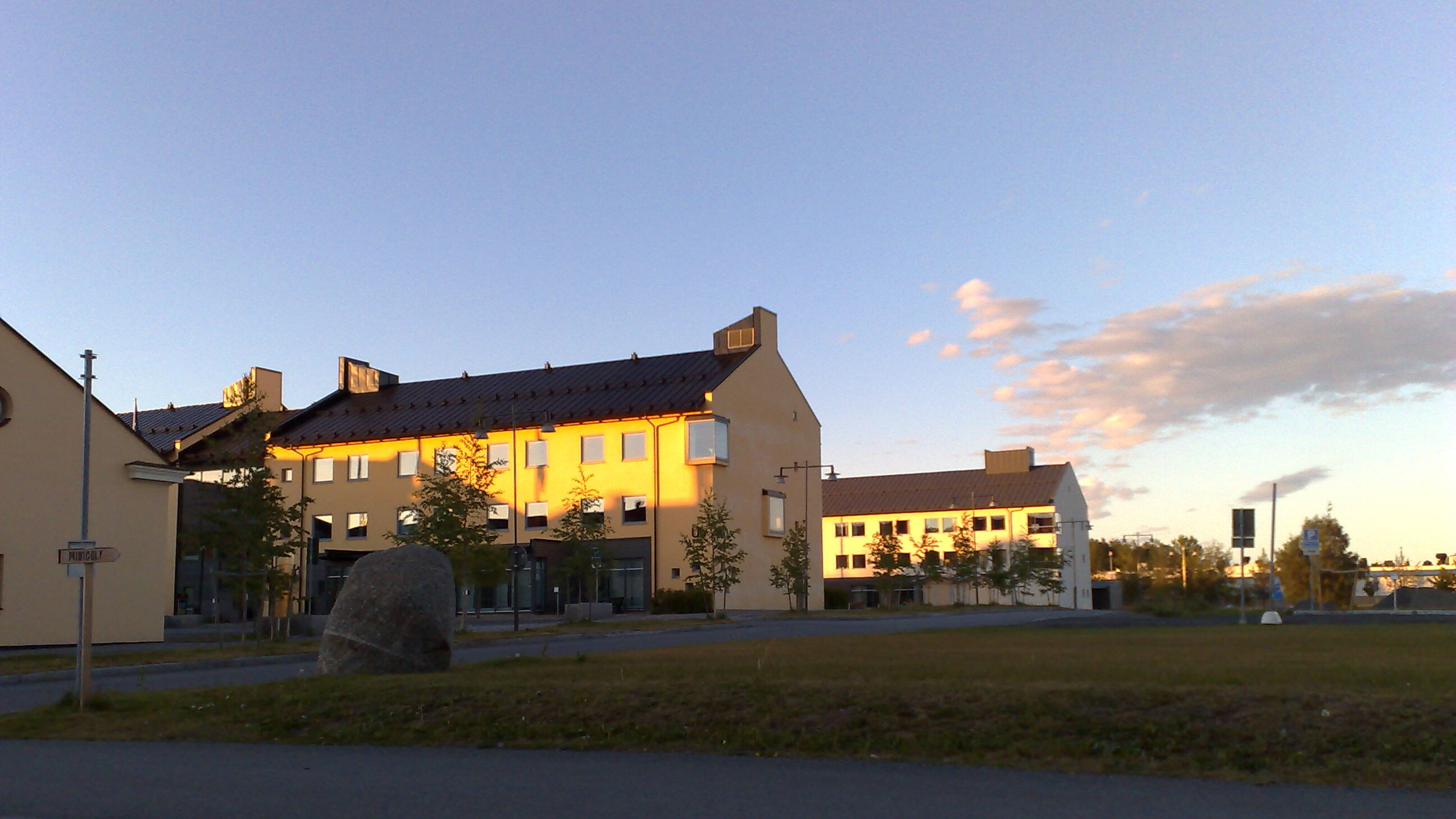
Campus Östersund.

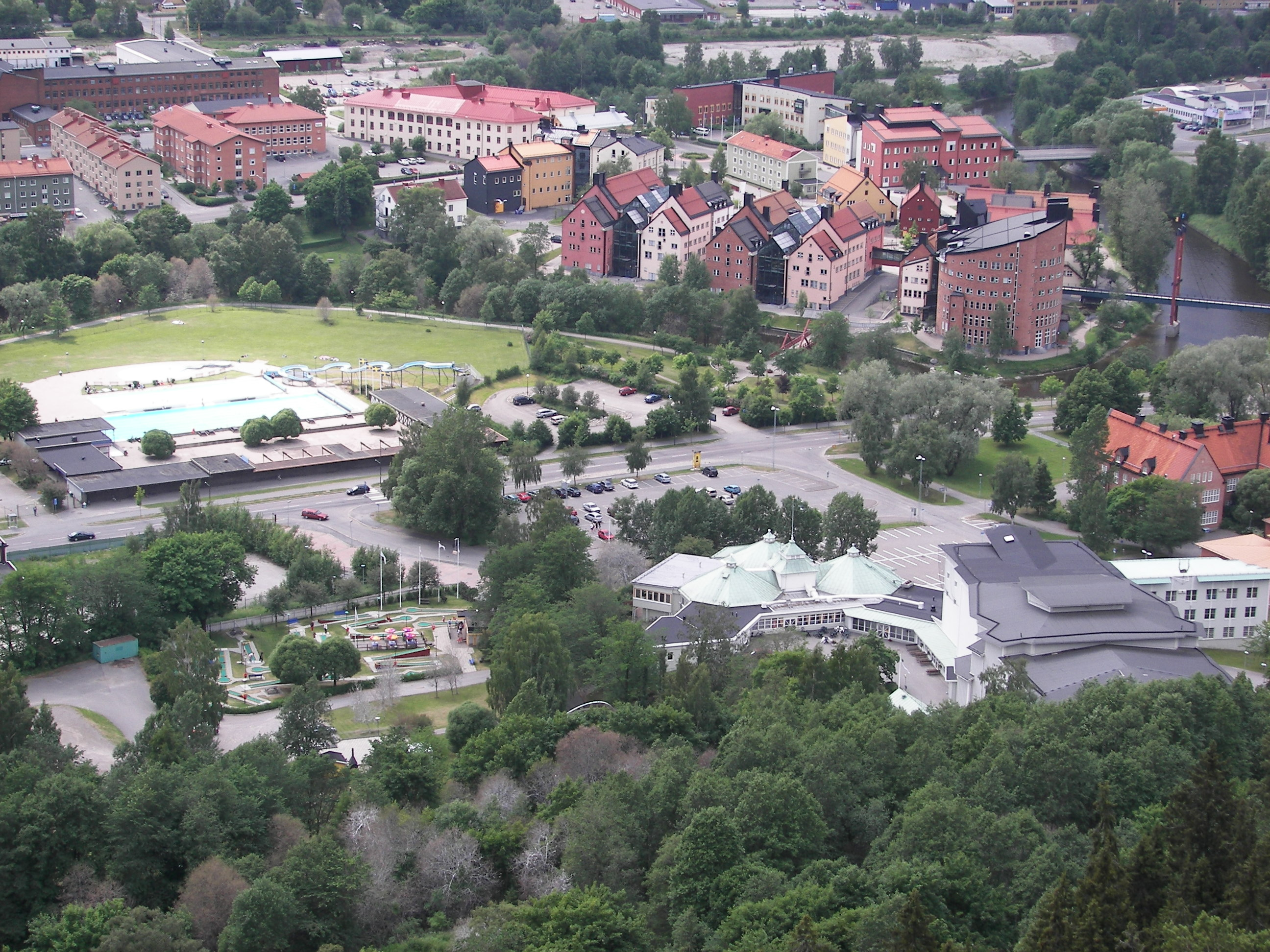
Klickbar översiktsbild över Campus Sundsvall.

De utbildningsprogram som hade flest förstahandssökande inför hösten 2021 var:
- Beteendevetenskapligt program – distans med träffar i Sundsvall
- Webbutveckling – distans med lärare stationerade till Sundsvall
- Psykologprogrammet – Östersund
- Informatik med inriktning systemutveckling – distans eller på campus Östersund
- Programmet för psykisk hälsa/ohälsa, särskilt komplicerad problematik – distans med träffar i Sundsvall

Mittuniversitetet har tillstånd att ge flera yrkesexamina: socionomexamen sedan 1971, journalistexamen sedan 1989 (se även bildjournalistikprogrammet), civilingenjörsexamen sedan 2003, högskoleingenjörsexamen, grund- och ämneslärarexamen, förskollärarexamen, sjuksköterskeexamen, specialistsjuksköterskeexamen, biomedicinsk analytikerexamen, barnmorskeexamen, psykologexamen sedan 2008 och civilekonomexamen sedan 2022. Vidare erbjuder Mittuniversitetet generella examina inom ett flertal ämnen, nämligen högskoleexamen (två år), kandidatexamen och magisterexamen sedan 1994, licentiat- och doktorsexamen sedan 2001, generell rätt att ge magisterexamen sedan 2003, och mastersexamen (två år) sedan 2007.
Civilingenjörsutbildningar gavs sedan 1992 i samverkan med KTH, så att studenter läste första åren av utbildningen i Sundsvall och slutet i Stockholm. Inför att Mittuniversitetet fick rätt att ge egna civilingenjörsutbildningar 2003 avbröts samarbetet men återupptogs 2011. Studenter antagna fram till 2023 vid fyra av Mittuniversitetets sex civilingenjörsutbildningar har därmed möjlighet att välja mellan att läsa årskurs 4 och 5 i Sundsvall eller på KTH, där de i så fall får examen. Därefter ges endast ett av civilingenjörsprogrammen i samverkan med KTH, och ett i samverkan med Stockholms universitet.
Mittuniversitetet var det universitet som hade störst volym distansundervisning och nätbaserad undervisning läsåret 2008/09. Drygt 59 procent av helårsstudenterna läste på distans år 2022. 99 procent av studenterna registrerade i Härnösand år 2015 läste på distans, 39 procent i Östersund, 33 procent i Sundsvall och 14 procent av registrerade på övriga undervisningsorter. Detta bidrar till att universitetet är riksrekryterande. Endast 9 procent av nybörjarstudenterna kommer från den lokala regionen (Jämtlands och Västernorrlands län) läsåret 2022/23.

### Storlek
Mittuniversitetets storlek har fluktuerat mycket under årens lopp. Mittuniversitetet var både 2009 och 2010 det svenska lärosäte vars grundutbildningsvolym växte mest – såväl antalsmässigt som relativt sett – då antalet helårsstudenter under 2010 ökade med 1 530, eller 20 procent. Mittuniversitetet var 2011 Sveriges 9:e största lärosäte sett till antal registrerade individer i grundutbildningen vårterminen, hade 15:e största volym undervisande och forskande personal, 16:e största volym anställda, intäkter och kostnader, och 17:e högsta antal avlagda examina. Åren 1997 till 2001 var dåvarande Mitthögskolan Sveriges 8:e största lärosäte sett till antal registrerade helårsstudenter, år 2002 13:e störst, åren 2003 till 2007 15:e störst, samt 2008 16:e störst.

### Kvalitet
Mittuniversitetets grundutbildning kom på 18:e plats vid den ranking av 26 av Sveriges högskolor och universitet som genomfördes av tidningen Fokus 2012. Mittuniversitetet kom också på 18:e plats av 39 svenska lärosäten år 2024 enligt World University Rankings.
Bland de 20 största svenska universiteten år 2009 hade Mittuniversitetet lägst genomströmning (prestationsgrad) då endast 69 procent av studenterna slutförde kurserna, som en konsekvens av den höga andelen nätbaserade kurser, sommarkurser och fristående kurser. Mittuniversitetet har sedan dess ställt in ett stort antal sommarkurser och fristående kurser och tillämpade under några år avregistrering av inaktiva studenter tre veckor efter kursstart, för att öka den procentuella genomströmningen och genomföra besparingar till följd av att regeringen begränsat universitetets takbelopp, resulterande i 82 procent genomströmning år 2016. Genomströmningen har därefter sjunkit till 75 procent år 2023, till följd av ökad andel fristående kurser och distansutbildning.

## Organisation
Under framför allt de första åren betonades att lärosätet är organiserat som multicampus- och nätverkshögskola/-universitet. Därför har inte lärosätet ett specifikt huvudcampus, utan varje campus har status som huvudort. Ledning och administration finns företrädda i två län, och har således kontaktyta mot två länsstyrelser, länsstyrelsen i Västernorrlands län och länsstyrelsen i Jämtlands län. Rektor och en prorektor är stationerade till Sundsvall, och en prorektor till Östersund. 
Mittuniversitetet gick den 1 april 2013 från en trenivå- till tvånivåorganisation, bestående av två fakulteter (som leds av dekaner, vilka sedan dess ingår i linjeorganisationen) uppdelade i avdelningar (som leddes av avdelningschefer). 2019 ombildades avdelningarna till institutioner (som leds av prefekter) och HUV-fakulteten slog samman några avdelningar till större institutioner. Den 1 januari 2023 ersattes på liknande vis NMT-fakultetens tio institutioner med fyra större institutioner, i syfte att kunna stärka institutionernas administrativa stöd, samt att bättre avspegla forskningens organisation, och inte bara återspegla grundutbildningens struktur:
- Fakulteten för naturvetenskap, teknik och medier: (NMT)
  - Institutionen för data- och elektroteknik (DET), Sundsvall
  - Institutionen för ingenjörsvetenskap, matematik och ämnesdidaktik (IMD), Sundsvall och Östersund
  - Institutionen för kommunikation, kvalitetsteknik och informationssystem (KKI), Sundsvall och Östersund
  - Institutionen för naturvetenskap, design och hållbar utveckling (NDH), Sundsvall och Östersund

- Fakulteten för humanvetenskap: (HUV) 
  - Institutionen för ekonomi, geografi, juridik och turism (EJT), Östersund och Sundsvall
  - Institutionen för humaniora och samhällsvetenskap (HSV), Sundsvall och Östersund
  - Institutionen för hälsovetenskaper (HOV), Östersund och Sundsvall
  - Institutionen för psykologi och socialt arbete (PSO), Östersund
  - Institutionen för utbildningsvetenskap (UTV), Sundsvall och Östersund

- Gemensam förvaltning,[41] innefattande bland annat
  - Bibliotek

### Forskning
Forskningen är till stor del koncentrerad till åtta forskningscentra inom universitet:
- Fakulteten för humanvetenskap: (HUV) 
  - European Tourism Research Institute (Etour, Turismforskningsinstitutet, grundad 1997) i Östersund — inom profilområde Turism och upplevelser
  - Centrum för forskning om ekonomiska relationer (CER) i Sundsvall — inom forskningsområde Bank, försäkring, pension
  - Nationellt Vintersportcentrum (NVC) och Sports Tech Research Centre i Östersund — inom profilområde Hälsa, idrott och sportteknologi
  - Risk and Crisis Research Center (RCR) i Östersund — inom forskningsområde Kris, risk och hållbarhet

- Fakulteten för naturvetenskap, teknik och medier: (NMT)
  - Fibre Science and Communication Network (FSCN, startat 1999) i Sundsvall — inom profilområde Skogen som resurs
  - Sensible Things that Communicate (STC) i Sundsvall — inom profilområde Industriell informationsteknologi och digitala tjänster
  - Sports Tech Research Centre (Sportstech) i Östersund — inom profilområde Hälsa, idrott och sportteknologi.
  - Demokratiinstitutet (DEMICOM) i Sundsvall — inom forskningsområde Medier och kommunikation

Dessutom bedrivs ämnesforskning vid flera institutioner och forskningssatsningar görs inom ytterligare forum och forskargrupper. En av dessa forskargrupper är det universitetsgemensamma Forum för genusvetenskap (FGV), som bedriver forskning om normaliseringsprocesser, arbetsmarknad för utrikes födda samt om våld i nära relationer.

### Samverkan
Universitetet har ett nära samarbete med det regionala näringslivet i Östersund genom Peak Innovation och Karriärveckan, samt i Sundsvall genom BizMaker och föreningen och innovationssystemet Bron (som bland annat arrangerar IT-utvecklarkonferensen Good Tech Conference), med flera industrinätverk inhysta i Grönborg.

## Studentliv och studentorganisationer
Vid Mittuniversitetet finns det två godkända studentkårer: Studentkåren i Sundsvall och Studentkåren i Östersund. Vid sidan om studentkårerna finns det även ett stort antal linjeföreningar och andra studentföreningar. Studentkårerna arbetar med studiefackligt påverkansarbete och arrangerar sociala aktiviteter på respektive ort, men ska även representera distansstudenter.

## Personer

### Mittuniversitetets rektorer (Sundsvall)
- 1993–1994 Alf Gunnmo (f. 1942)

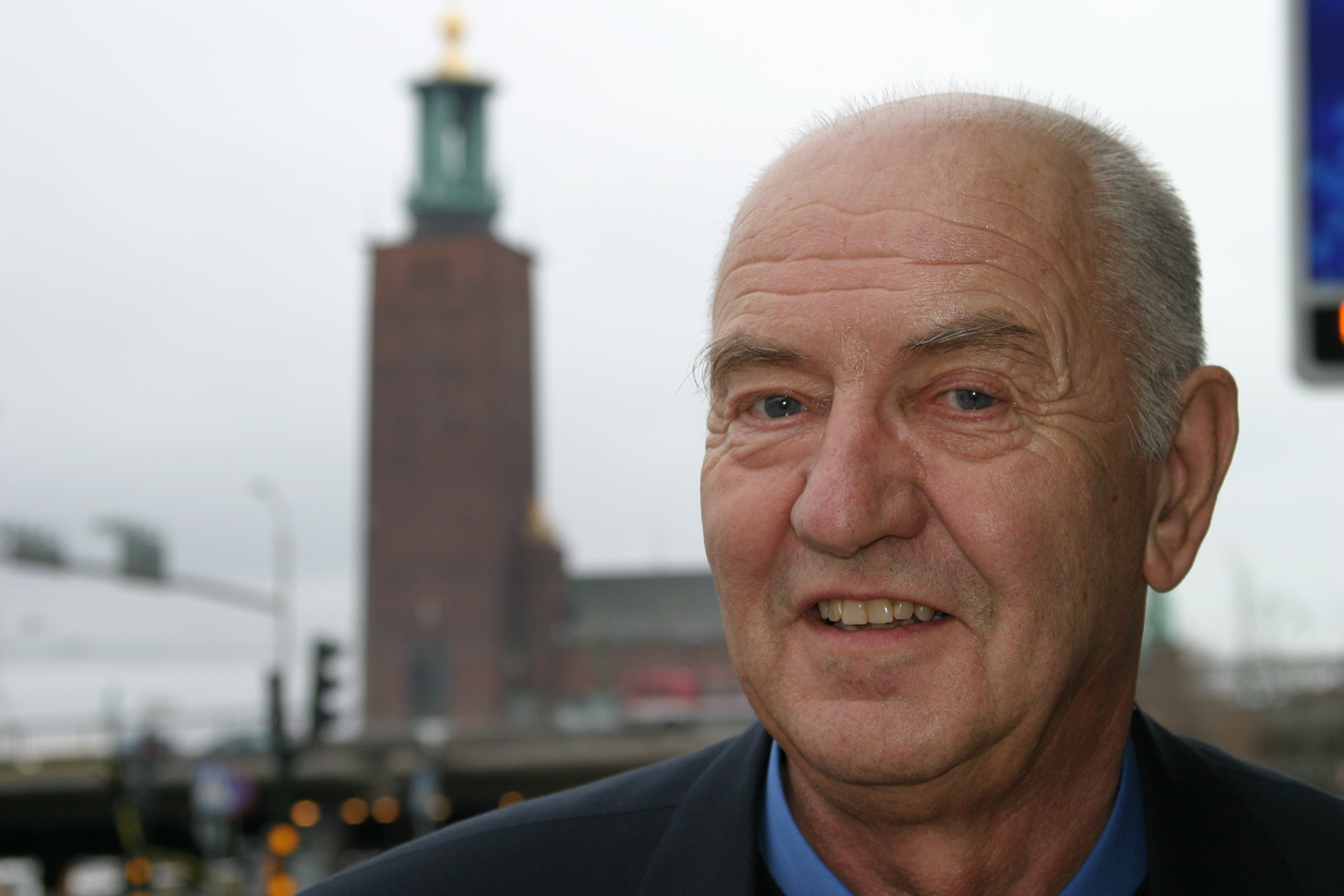
Kari Marklund, rektor 1994-1999

- 1994–1999 Kari Marklund (1938-2018)
- 1999 tf Alf Gunnmo (f. 1942)
- 1999–2003 Gunnar Svedberg (f. 1947)
- 2003 tf Pia Sandvik Wiklund (f. 1964)
- 2003–2008 Thomas Lindstein (1947-2018)
- 2008 tf Håkan Wiklund (f. 1962)
- 2008–2016 Anders Söderholm (f. 1961)
- 2017 tf Mats Tinnsten (f. 1959)
- 2017– Anders Fällström (f. 1967)

### Mittuniversitetets prorektorer i Östersund
- 1993–1999 Alf Gunnmo (f. 1942)
- 1999–2002 Mats Ericson (f. 1959)
- 2003–2005 Pia Sandvik Wiklund (f. 1964)
- 2017 tf Susanna Öhman (f. 1964)
- 2012–2016, 2017–2018 Mats Tinnsten (f. 1959)
- 2006–2011, 2019–2023 Håkan Wiklund (f. 1962)

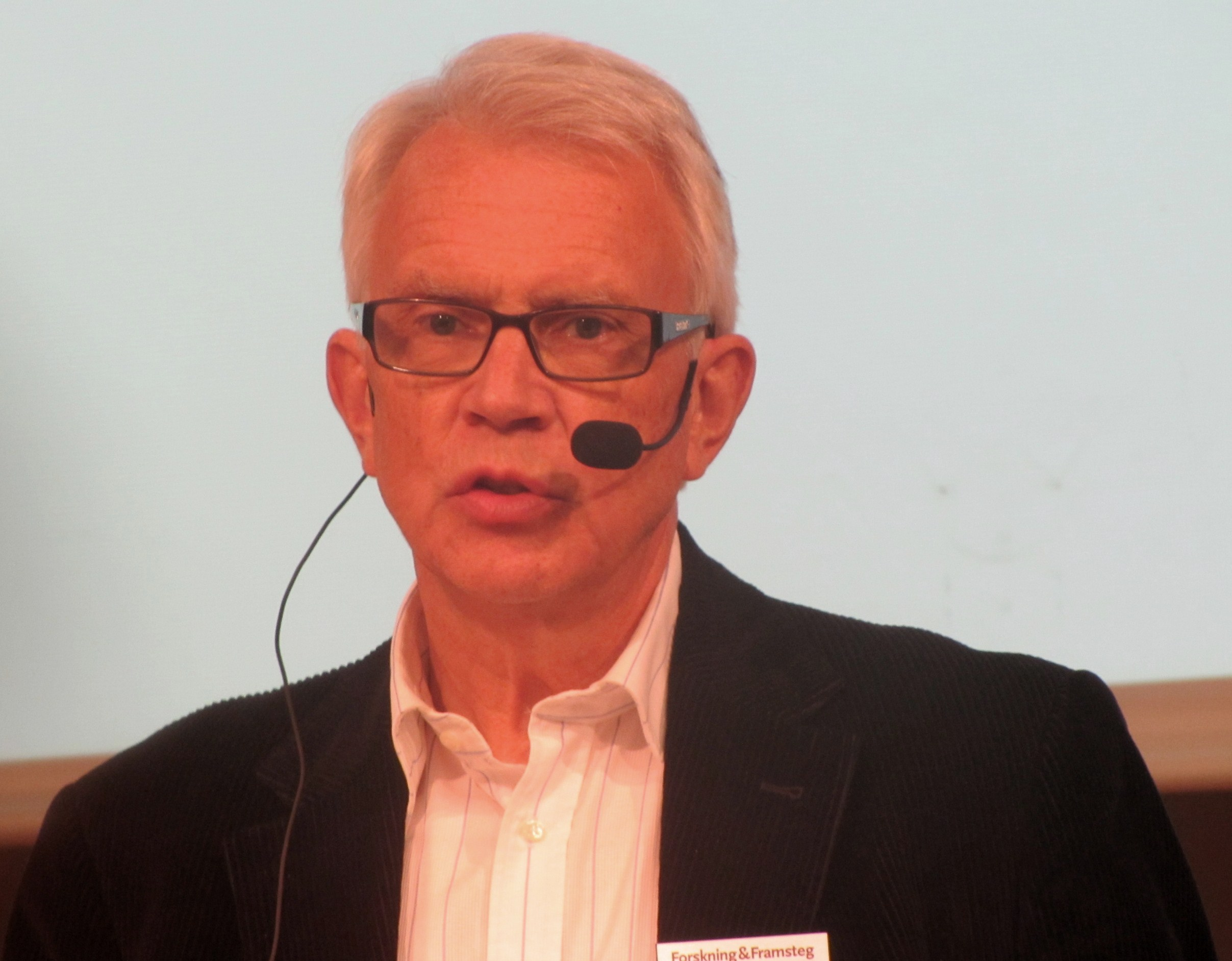
Björn Fjæstad, hedersdoktor och tidigare adj. prof. i företagsekonomi.

- 2024- Anna Olofsson (f. 1971)

### Mittuniversitetets prorektorer i Sundsvall
- 1999, 2003, 2005–2006, 2008 tf Sture Petersson (f. 1941)
- 2018–2023 Eva Dannetun (f. 1958)

### Styrelseordförande för Mittuniversitetets styrelse
- 1993–1998 Thorbjörn Fälldin (1926-2016)
- 1998–2004 Lennart Hjalmarson
- 2004–2013 Birgitta Böhlin (f. 1948)
- 2013–2023 Peter Nygårds (f. 1950)
- 2023-   Helene Hellmark Knutsson (f. 1969)[48]

### Hedersdoktorer vid Mittuniversitetet
- 2001 – Thorbjörn Fälldin (som återlämnade doktorshatten efter omlokaliseringsbeslutet för Härnösand[49])
- 2002 – Kenway Smith
- 2004 – Sverker Martin-Löf
- 2006 – Bodil Malmsten och Bengt Saltin
- 2008 – Magdalena Forsberg och Lars Näsman
- 2010 – Kenneth Eriksson, Erik Fichtelius, Björn Fjæstad och Jan Stenberg
- 2012 – Kim Anderzon, Elisabeth Bergendal-Stenberg, Börje Hörnlund, Bengt Olov Larsson och Helen Sjöholm
- 2014 – Howard E. Aldrich(en), Bo Hilleberg, Anette Norberg, Anders Nyqvist och Vishanthie Sewpaul
- 2015 – Peter Forsberg, Eva Hamilton, Claudia Mitchell(en), Roland Andersson och Eva Westberg
- 2016 – Fia Gulliksson, Elizabeth Kendall, Bengt Klefsjö, Lars Lagerbäck och Kjerstin Valkeapää.[50][51]
- 2017 - Annika Bränström och Örjan Pettersson[52]
- 2018 - Åsa Bergman och Graham Potter[53]
- 2019 - Martha Cleveland-Innes, Mathias Fredriksson, Luciana Duranti(en), Paolo Mancini(it) och Per Simonsson[54]
- 2020 - Berit Lundman, Ola Harrysson, Ortwin Renn och Karin Nygårds.[55]
- 2021 - Tomas Ledin, Ellen MacEachen, Cheryl Akner-Koler och Lars-Åke Lindström[56]
- 2022 - Frances Lucy, Hanspeter Kriesi(en), Walter Lorenz, Pija Lindenbaum och Peter Sjölund[57]
- 2023 - Björn Ferry, Hans Gennerud, Lena Runius Bernström och Jaime Vila(en)
- 2024 - Peter Krantz, Sara Zetterberg och Mats Jonsson[58]
- 2025 - Miranda Olff, Kerstin Öhlin-Leijonklou, Anders Kihl och Pia Sandvik [59]

### Kända alumner

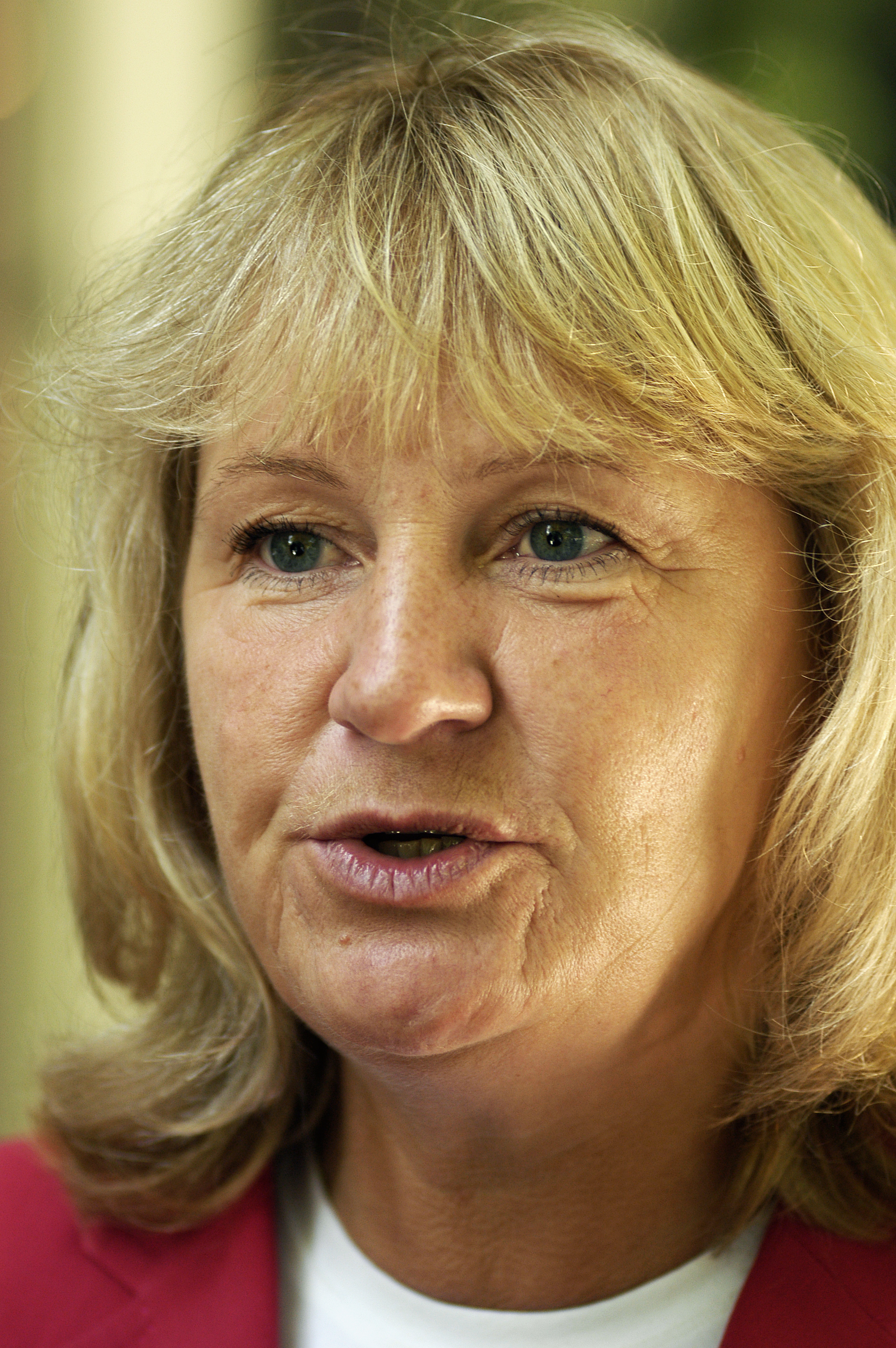
Berit Andnor, f.d. minister, landshövding
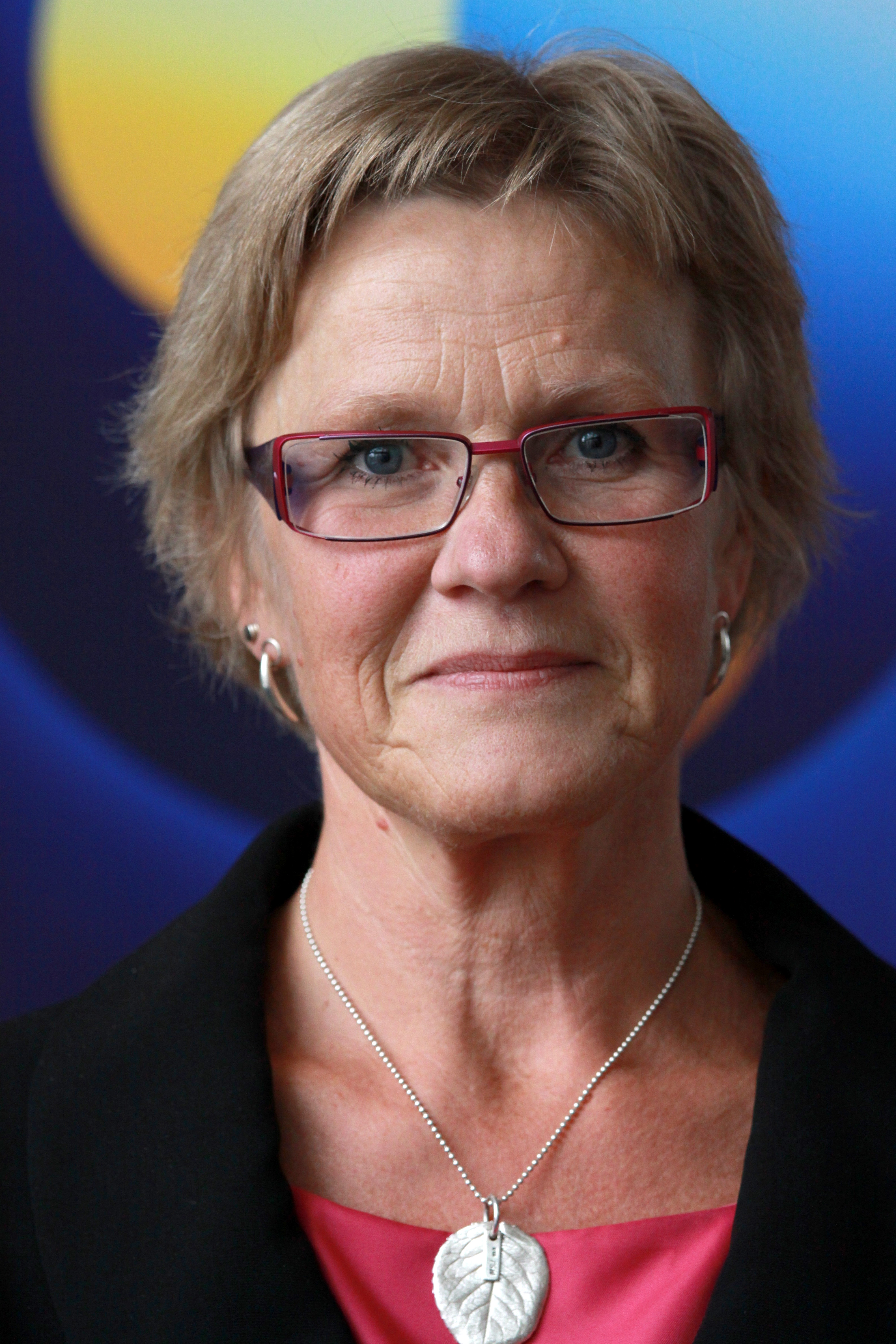
Åsa Torstensson, f.d. infrastrukturminister
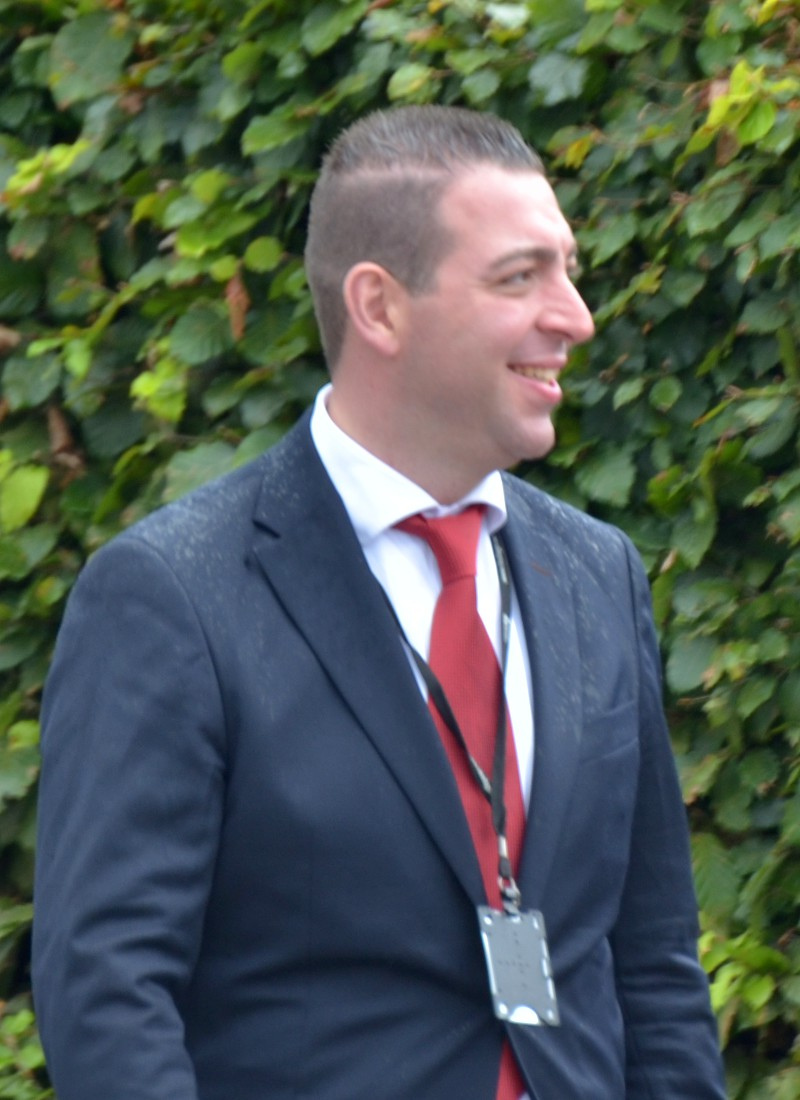
Roger Haddad, riksdagsman
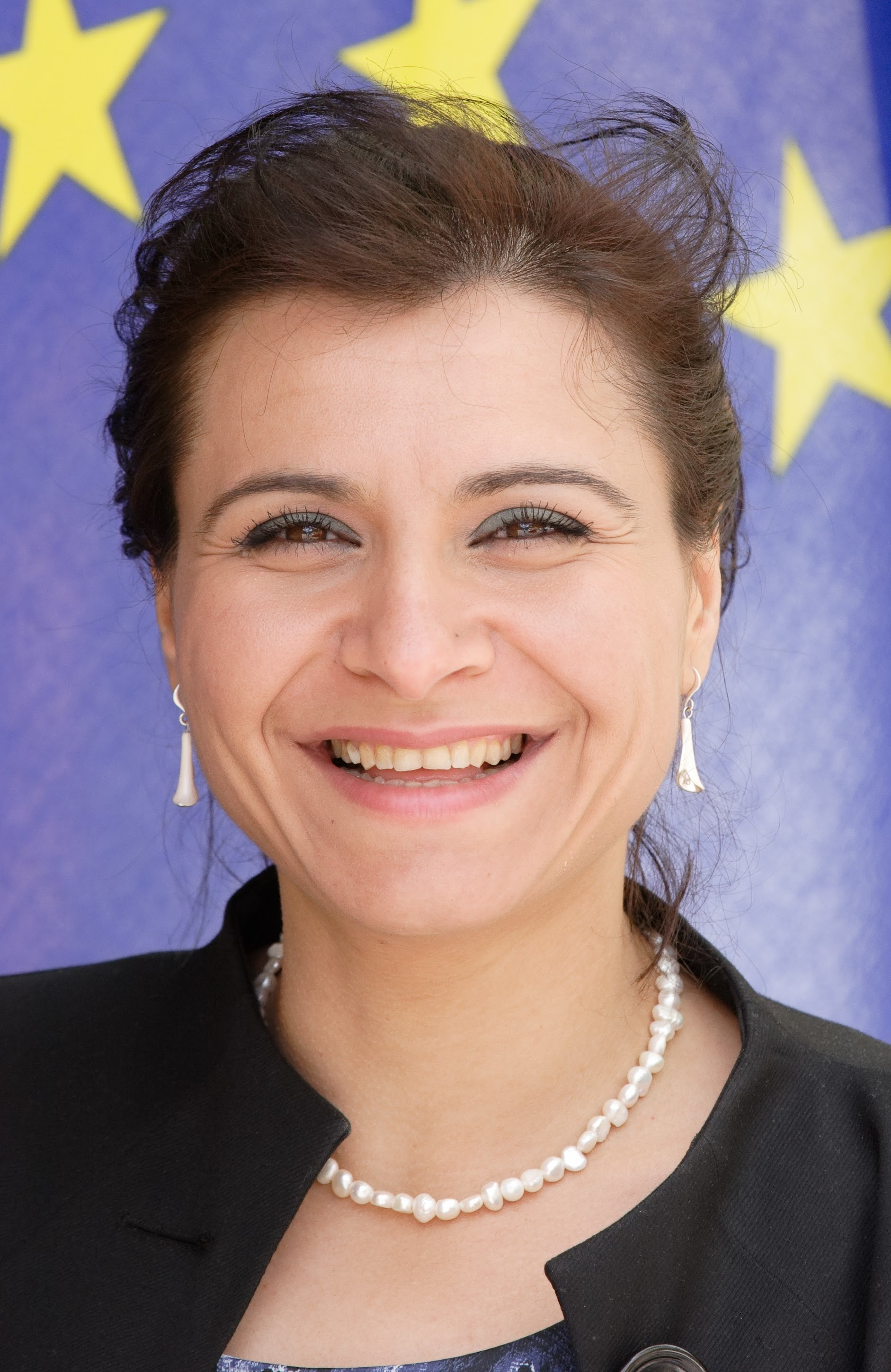
Abir Al-Sahlani, EU-parlamentariker
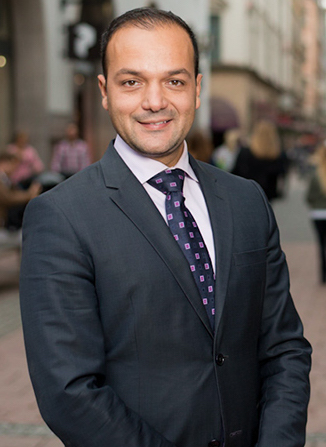
Shervin Razani, entreprenör
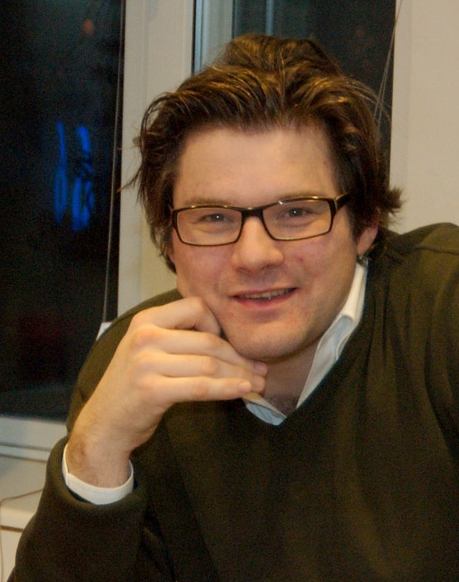
Jan Helin, journalist
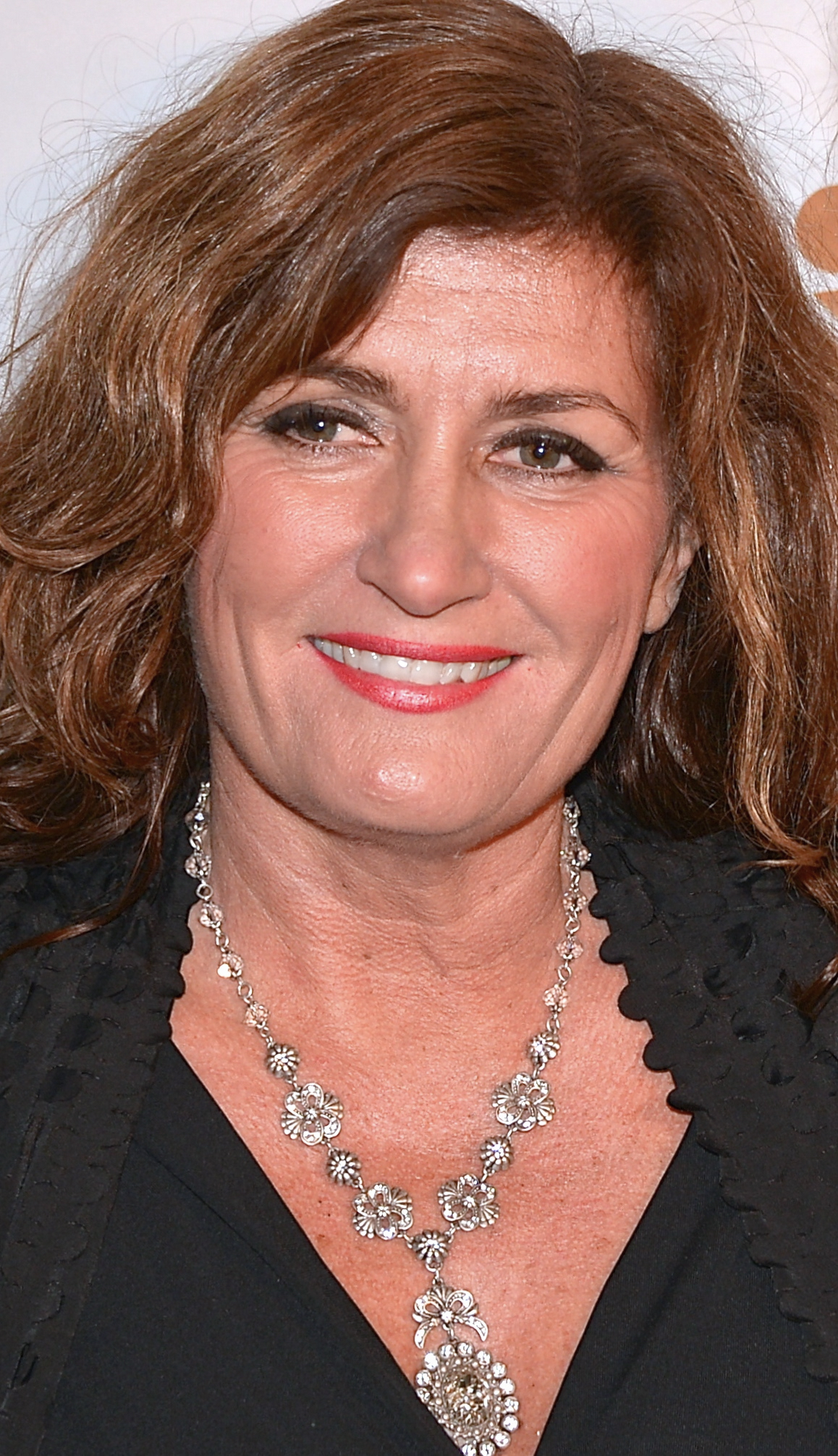
Mari Jungstedt, journalist och författare
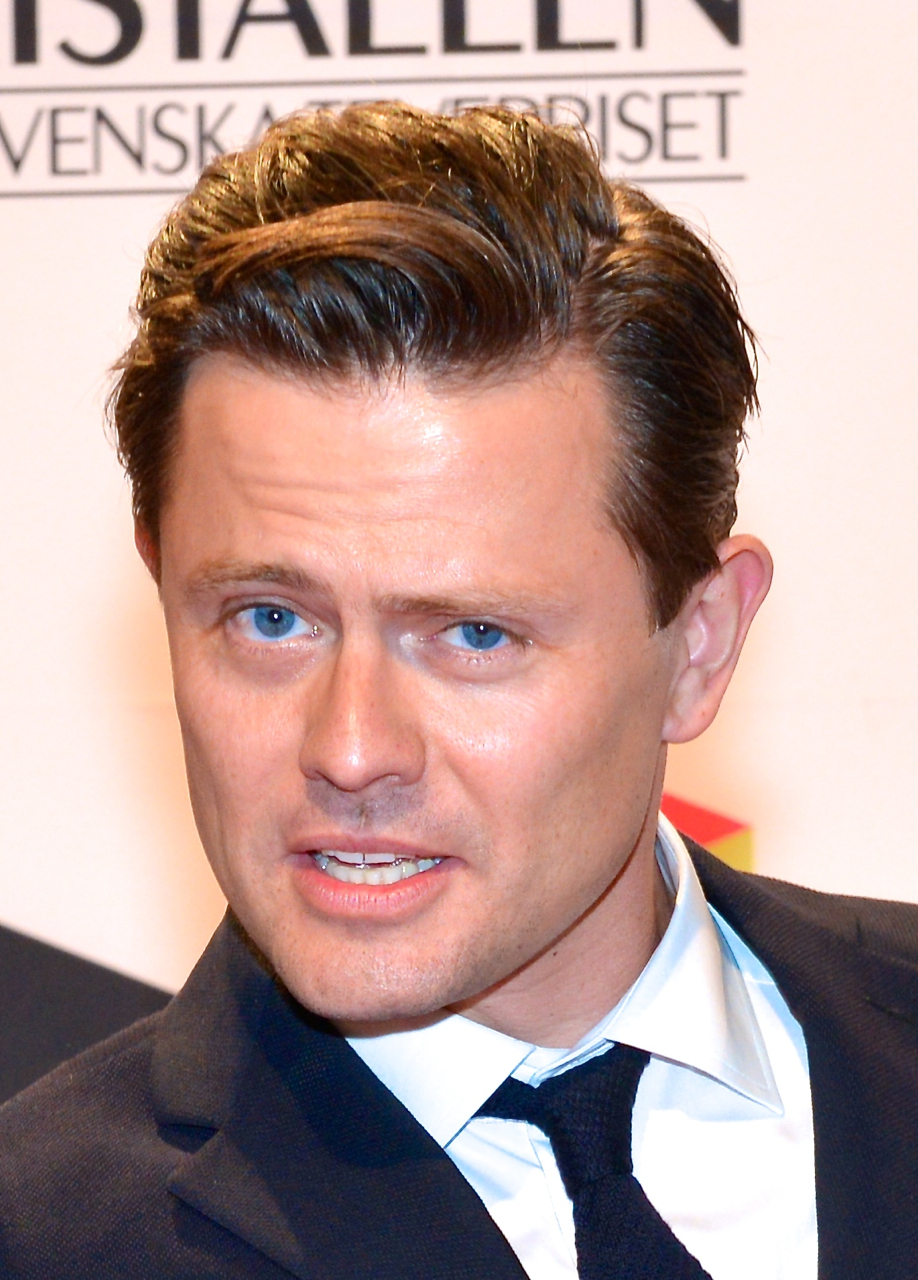
Fredrik Wikingsson, journalist och programledare
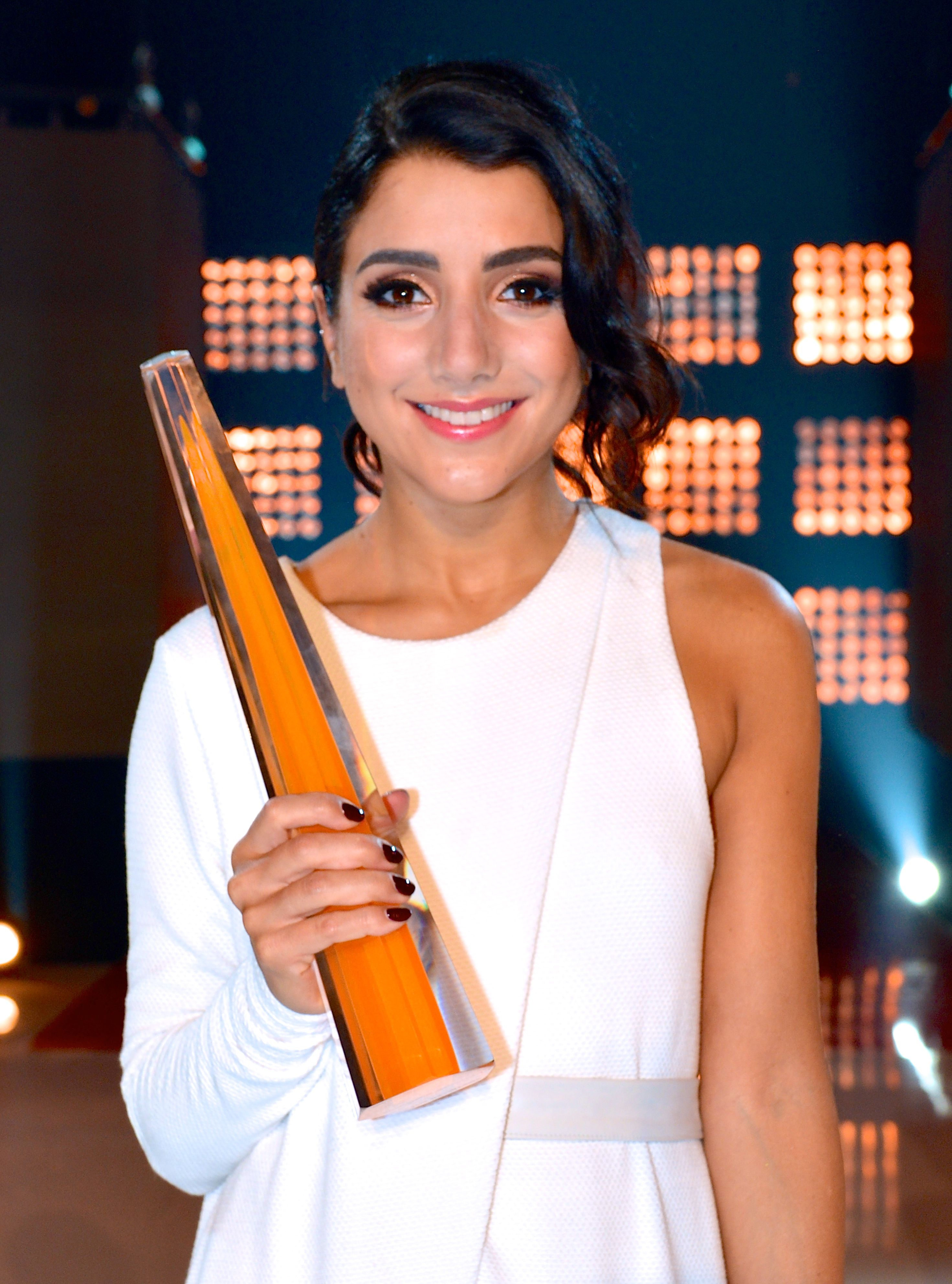
Gina Dirawi, programledare och komiker
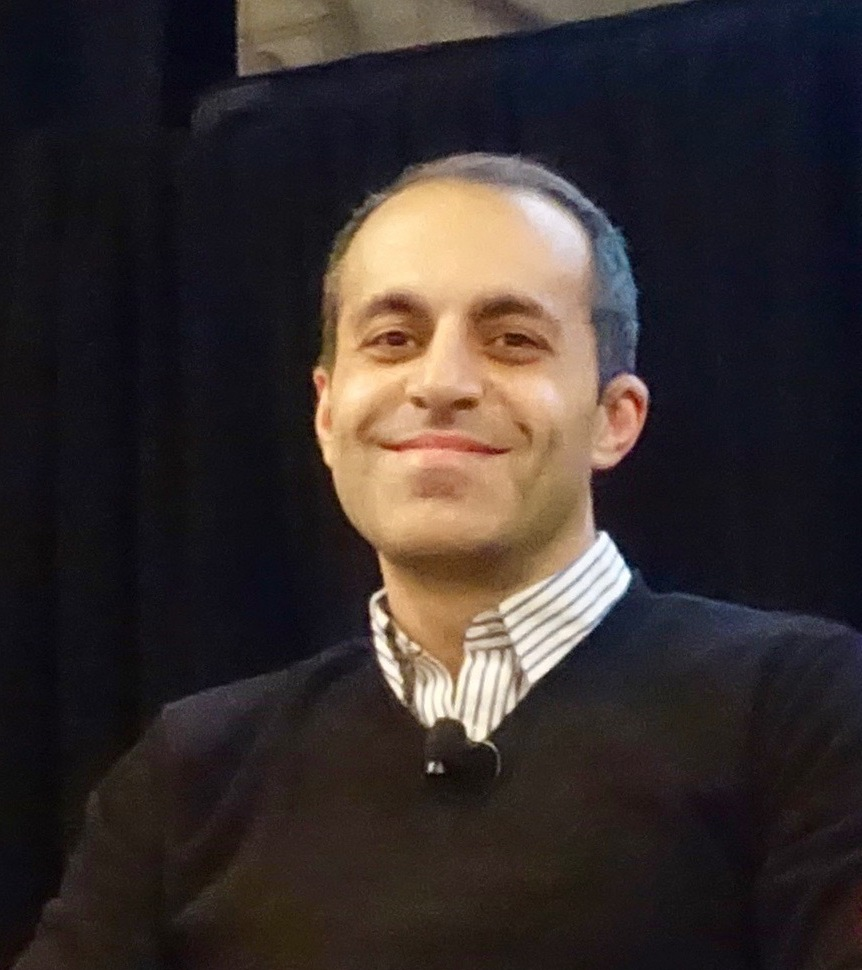
Ali Ghodsi, datavetare och entreprenör
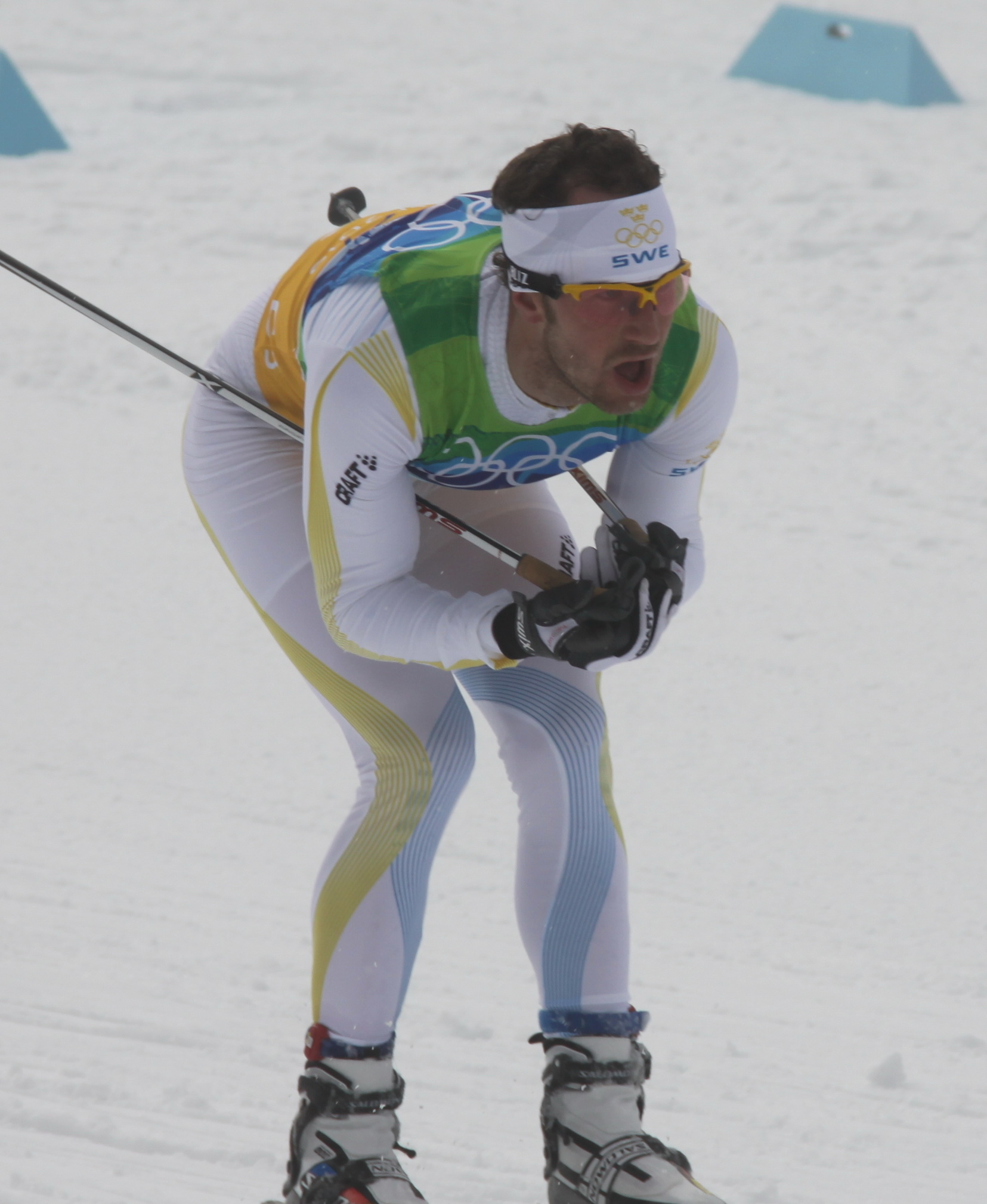
Anders Södergren, längdskidåkare
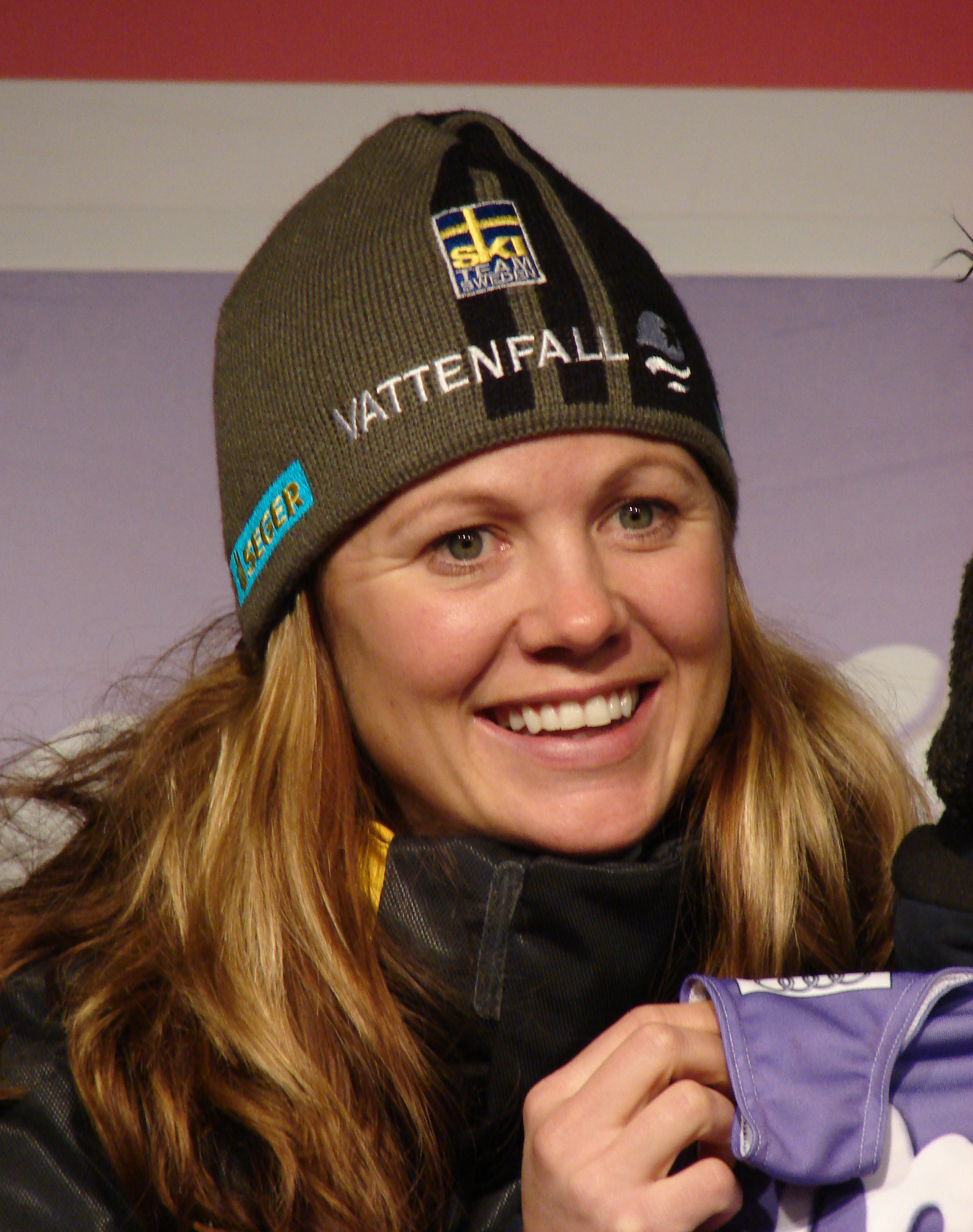
Anna Ottosson, utförsskidåkare
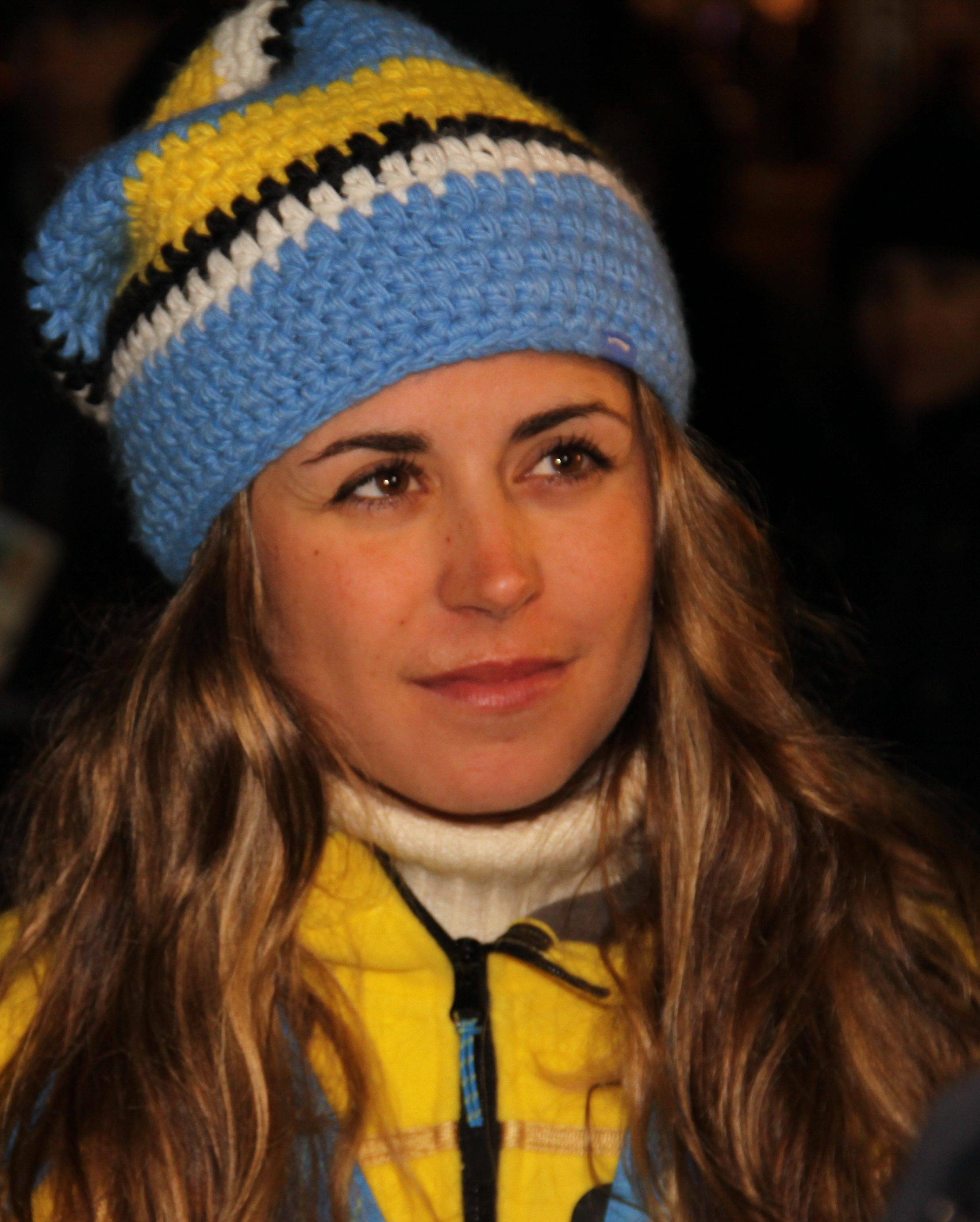
Anna Haag, längdskidåkare
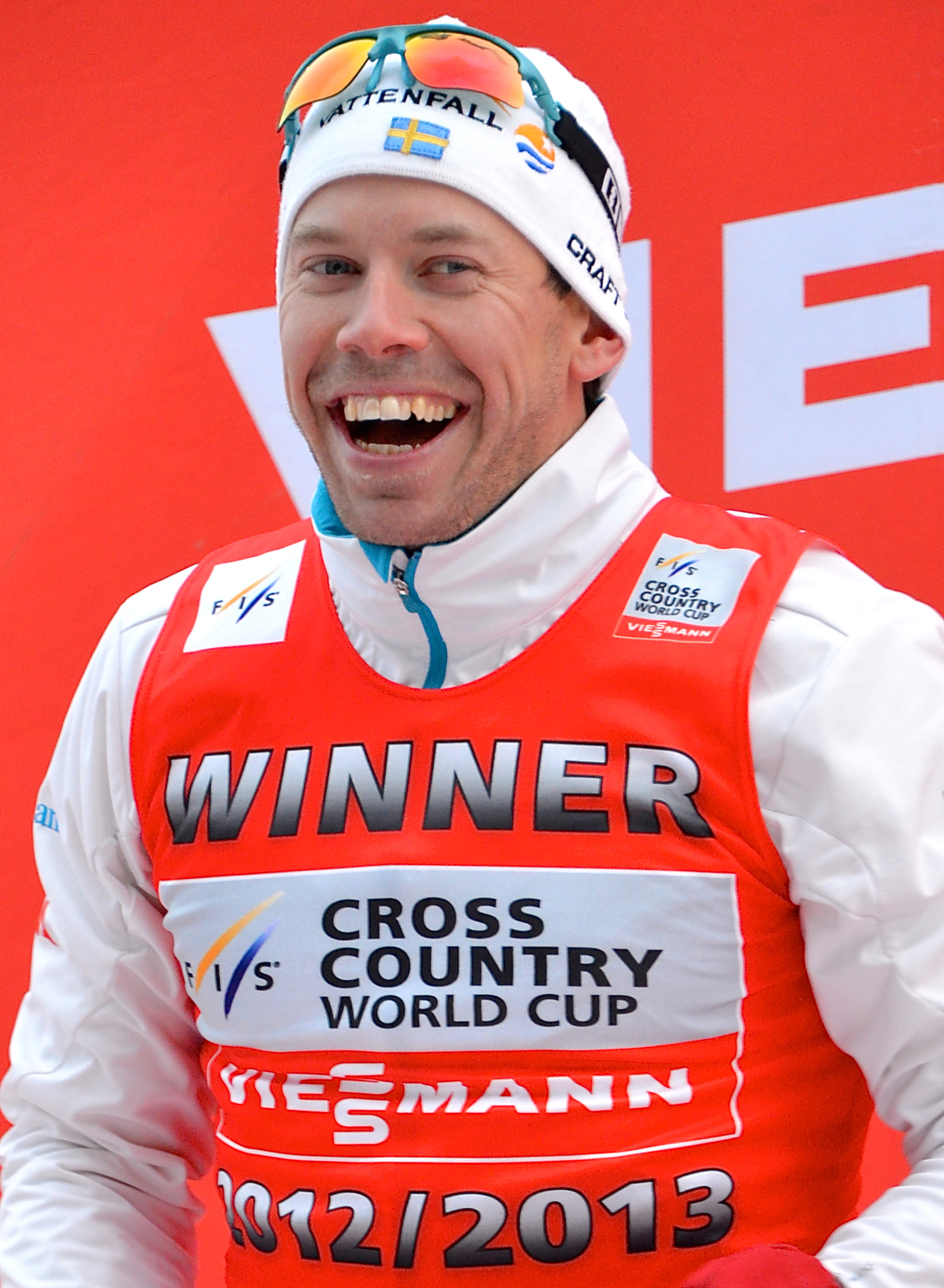
Emil Jönsson, längdskidåkare
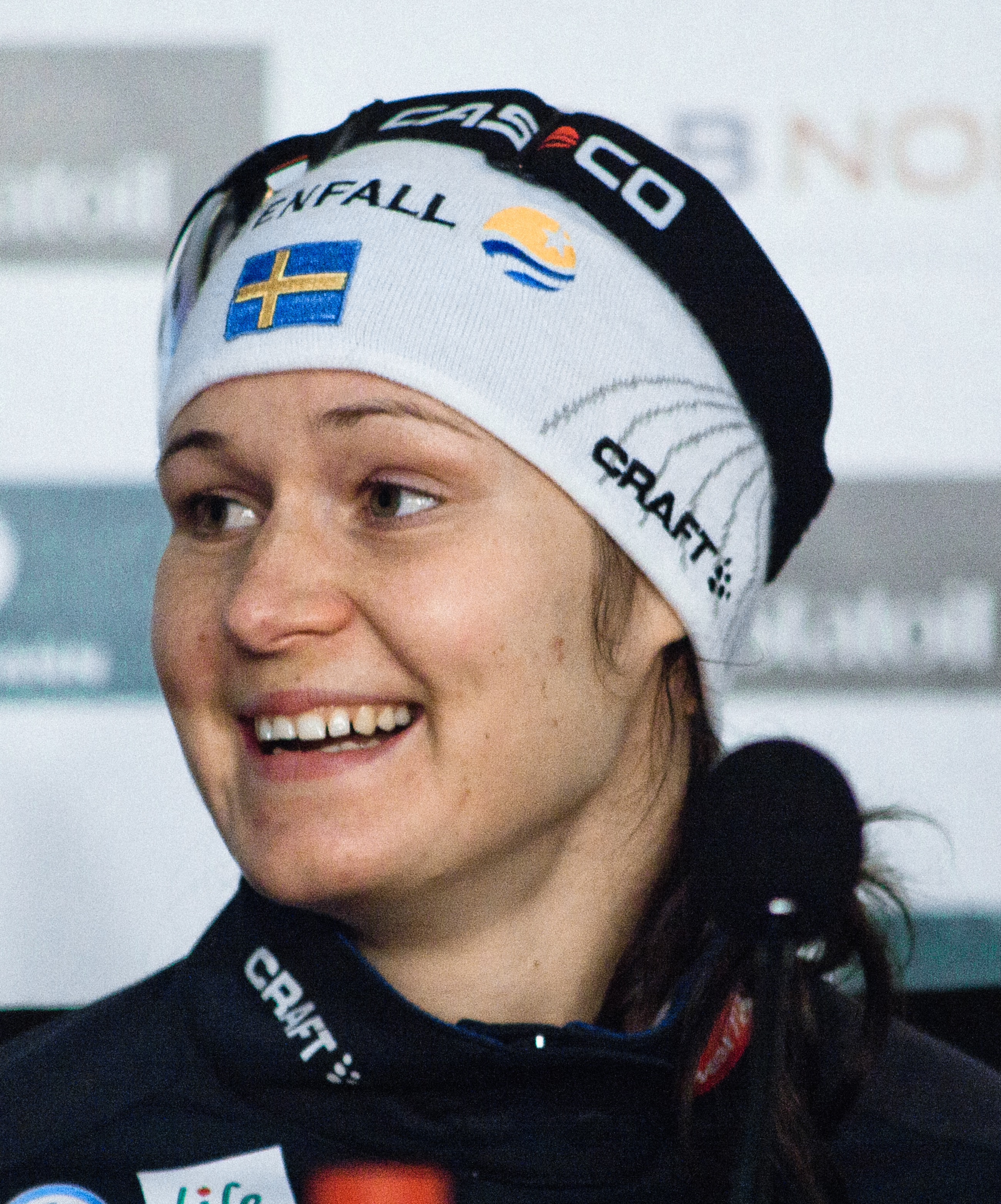
Britta Johansson Norgren, längdskidåkare
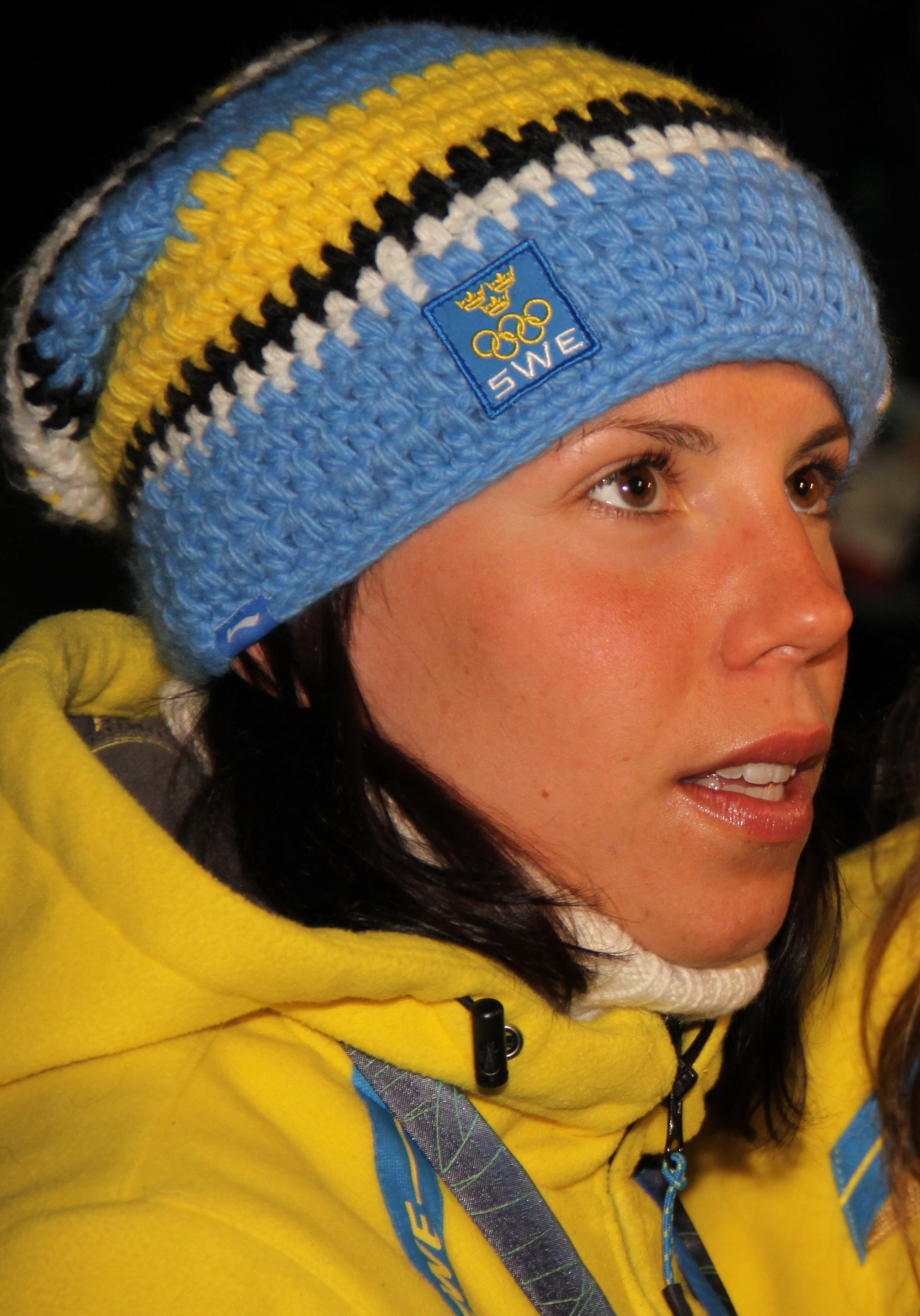
Charlotte Kalla, längdskidåkare
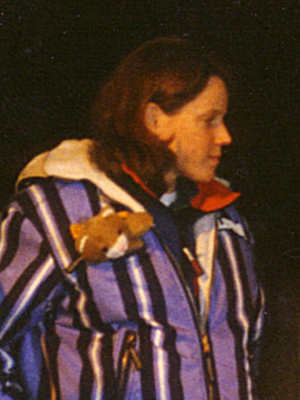
Ylva Nowén, utförsskidåkare
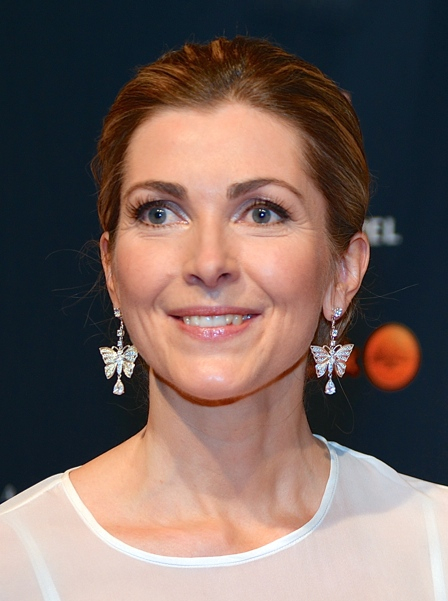
Karin Mattsson Weijber, ordförande i Riksidrottsförbundet
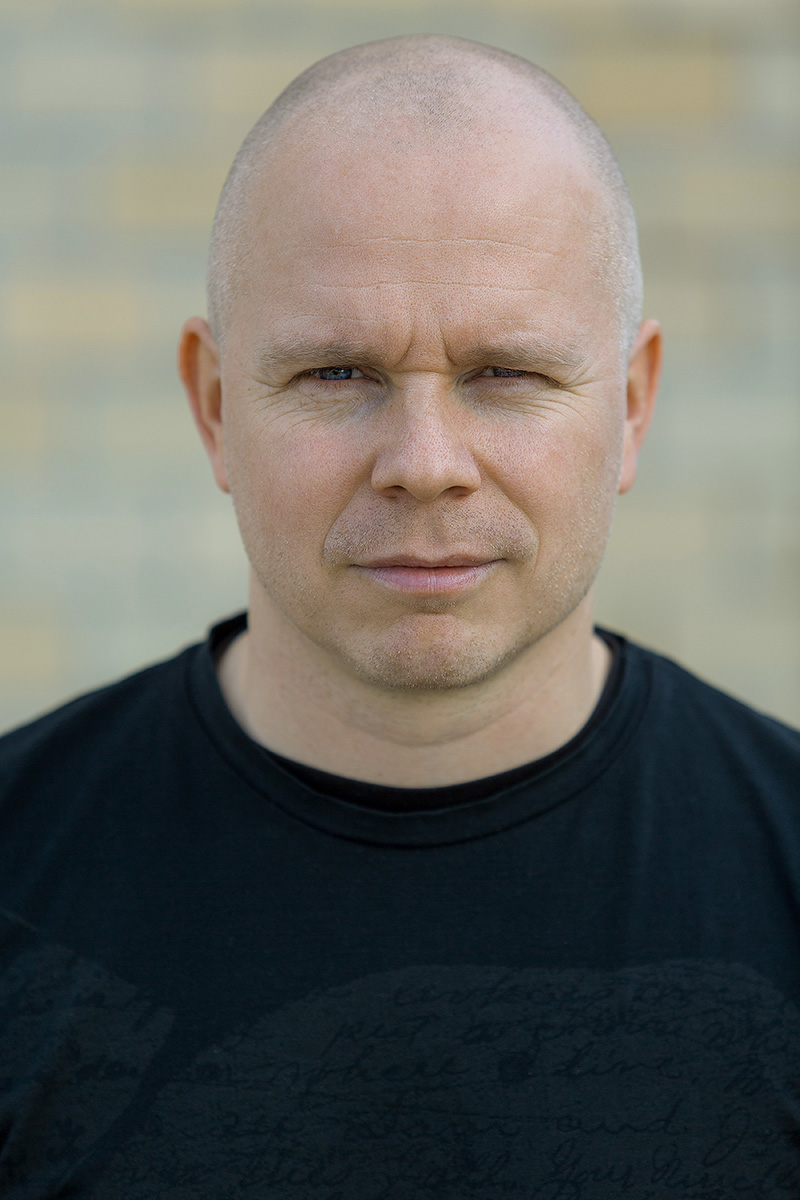
Lasse Mattila, fotbollsspelare och socialarbetare
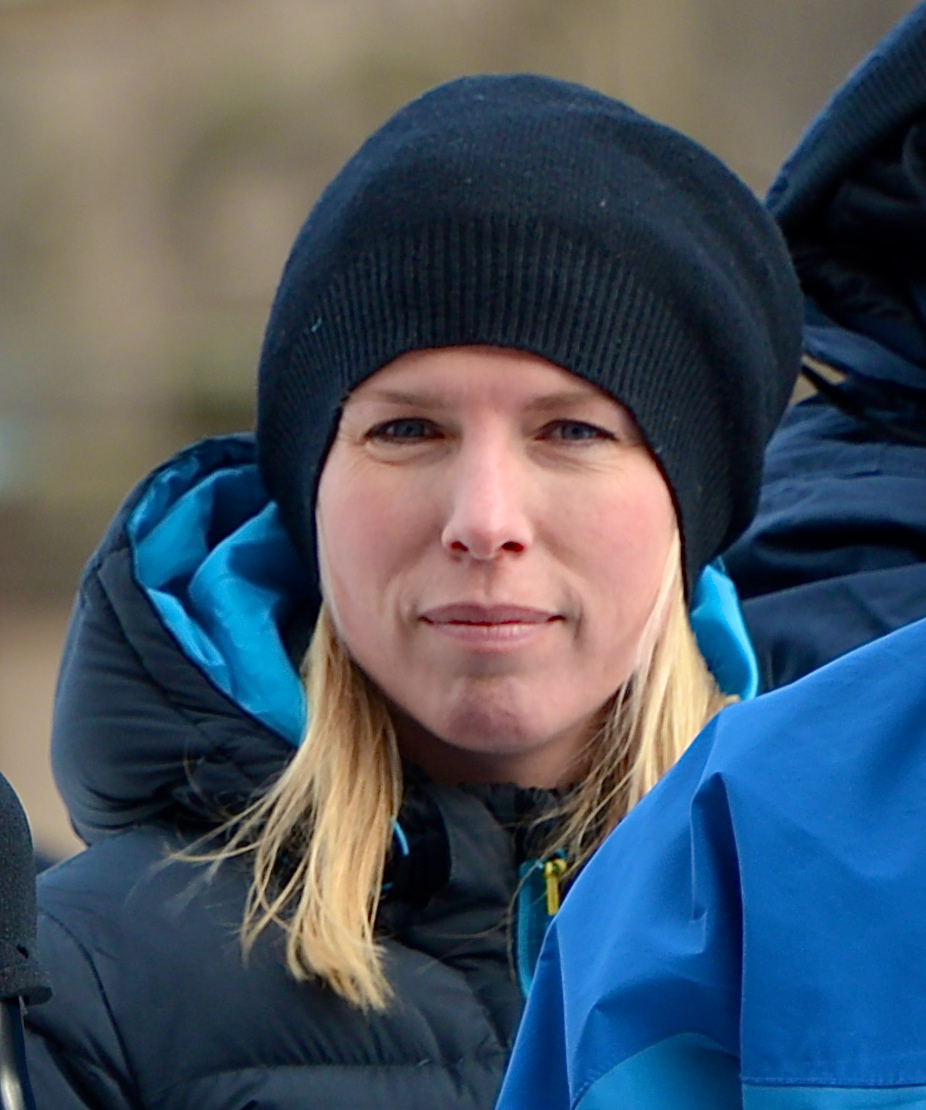
Emelie Öhrstig, tävlingscyklist, längdskidåkare och verkställande direktör

Se Alumner från Mittuniversitetet för exempel på kända personer som studerat vid Mittuniversitetet eller de högskolor och seminarier som senare blev Mittuniversitetet.

### Personer verksamma vid Mittuniversitetet

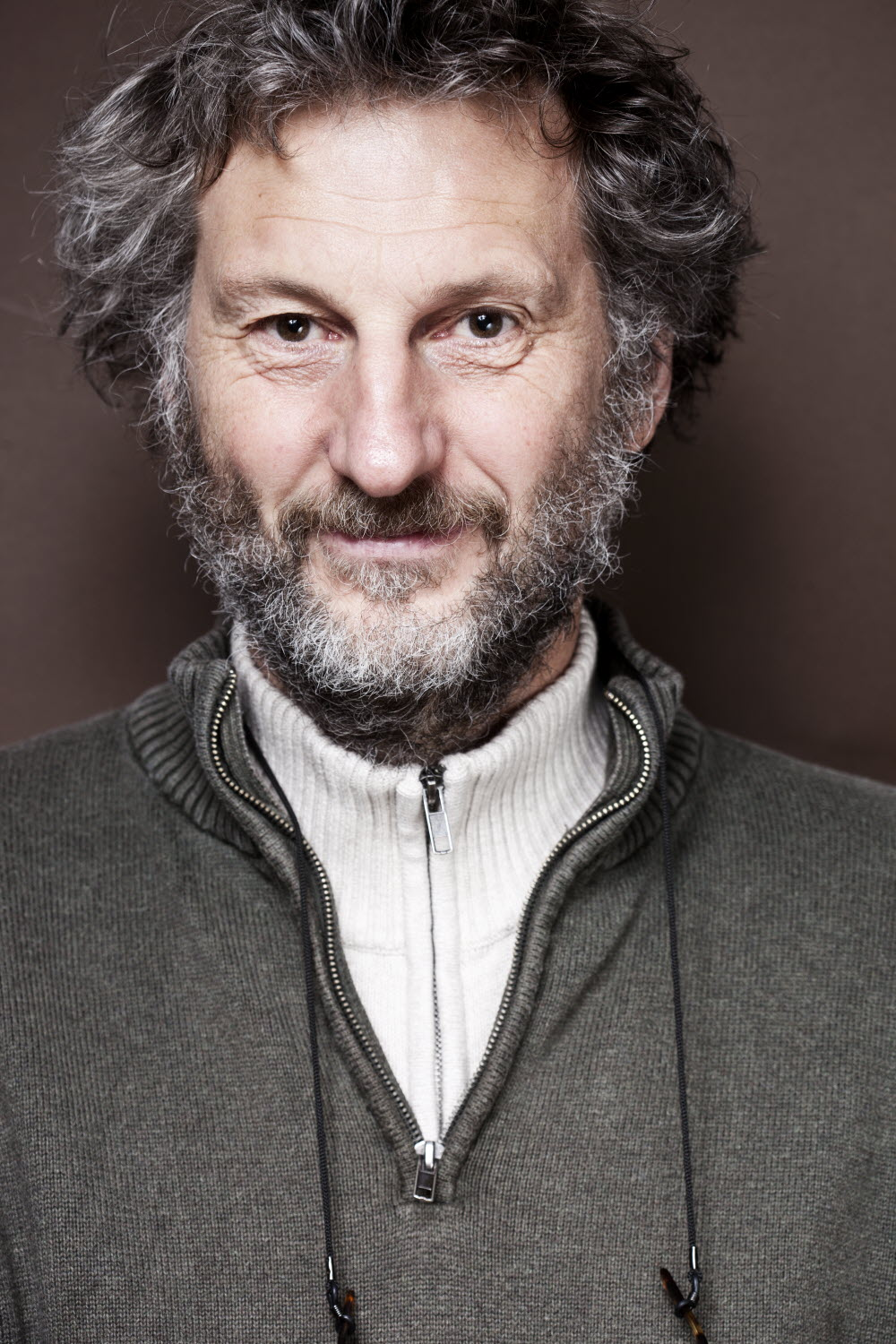
Hans-Christer Holmberg, professor i idrottsvetenskap
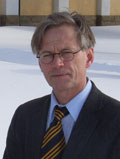
Peter Schantz, professor i idrottsvetenskap
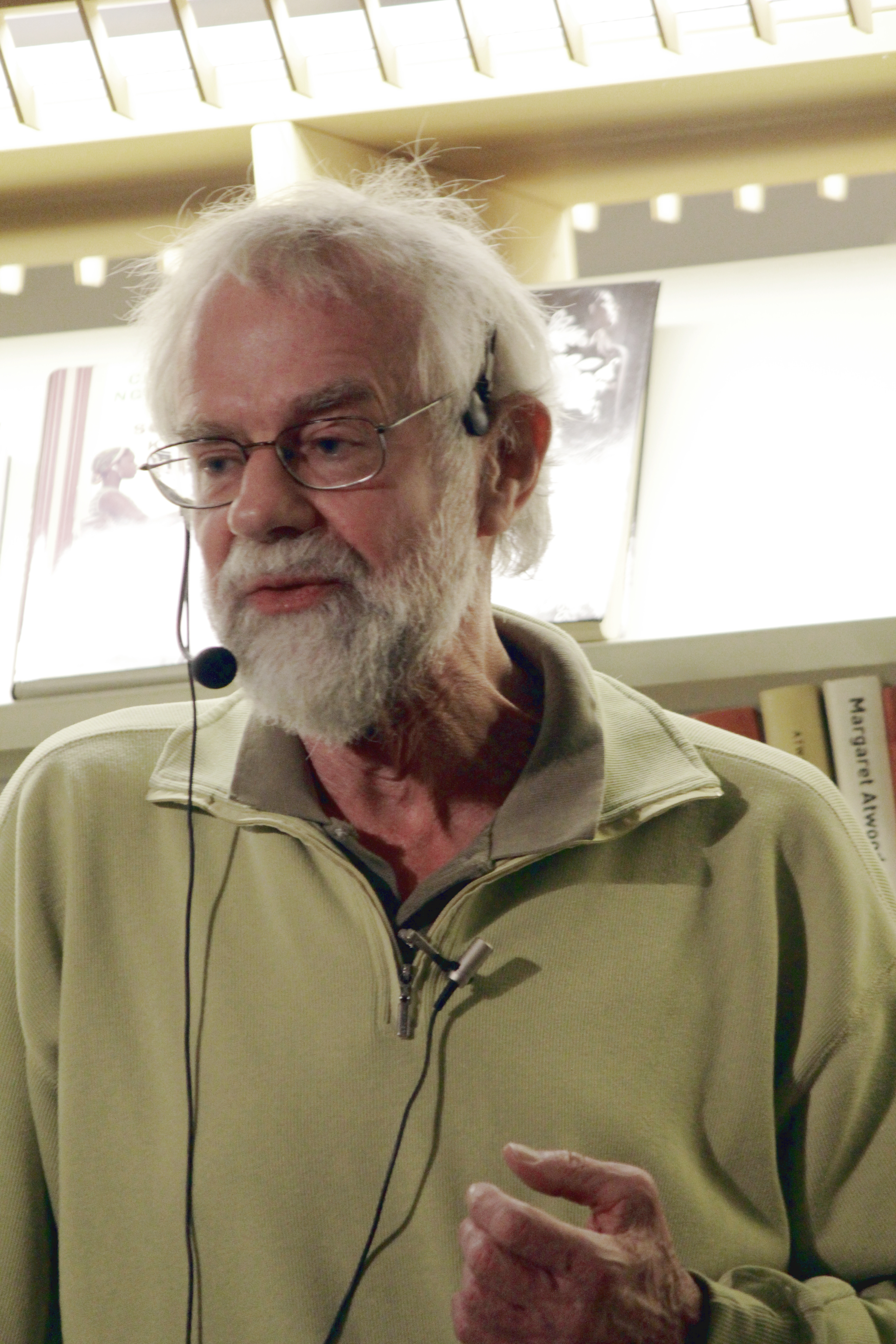
Stig Welinder, professor i arkeologi
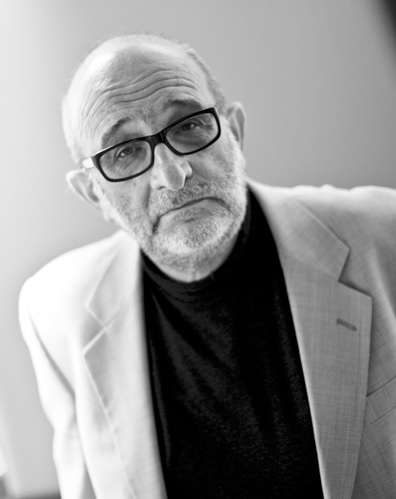
Jerzy Sarnecki, gästprofessor i kriminologi
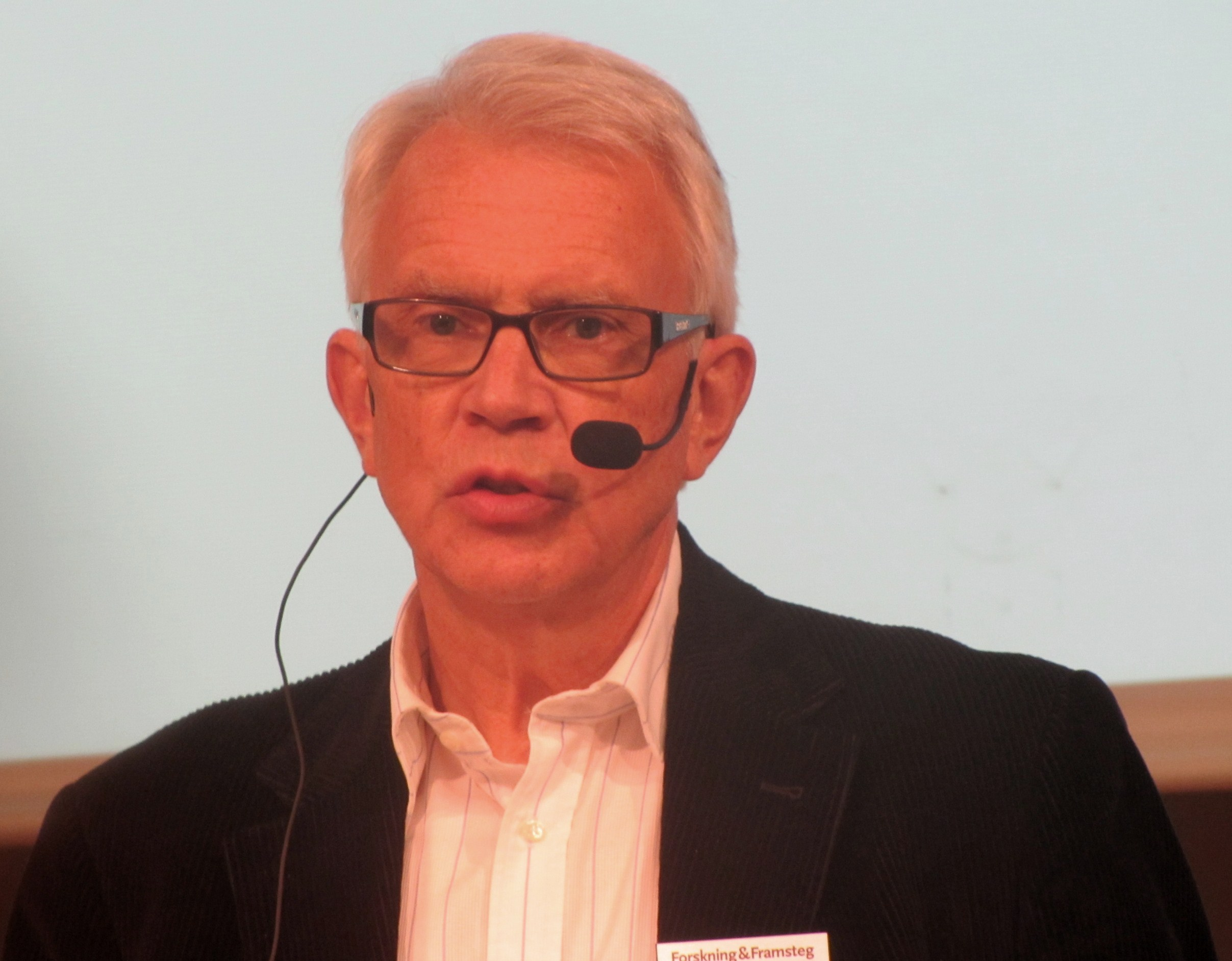
Björn Fjæstad, gästprofessor

Se Personer verksamma vid Mittuniversitetet för en förteckning över några av universitetets professorer.